# Napoleonische Kriege auf der Iberischen Halbinsel
Bailén –  Roliça – Vimeiro – Saragossa (1808) – Burgos (Gamonal) – Medina de Rioseco – Espinosa –  Tudela – Somosierra – Saragossa (1809) – La Coruña – Torres Vedras – Valls – Braga – Oporto – María – Talavera – Ocaña – Gerona – Ciudad Rodrigo (1810) – Buçaco – Gévora – Barrosa – Badajoz (1811) – Fuentes de Oñoro – La Albuera – Tarragona (1811) – Sagunt (Murviedro) – Ciudad Rodrigo (1812) – Badajoz (1812) –  Majadahonda – Salamanca – García Hernández –  Venta del Pozo – Vitoria – 
Sorauren – San Sebastián – Bidassoa

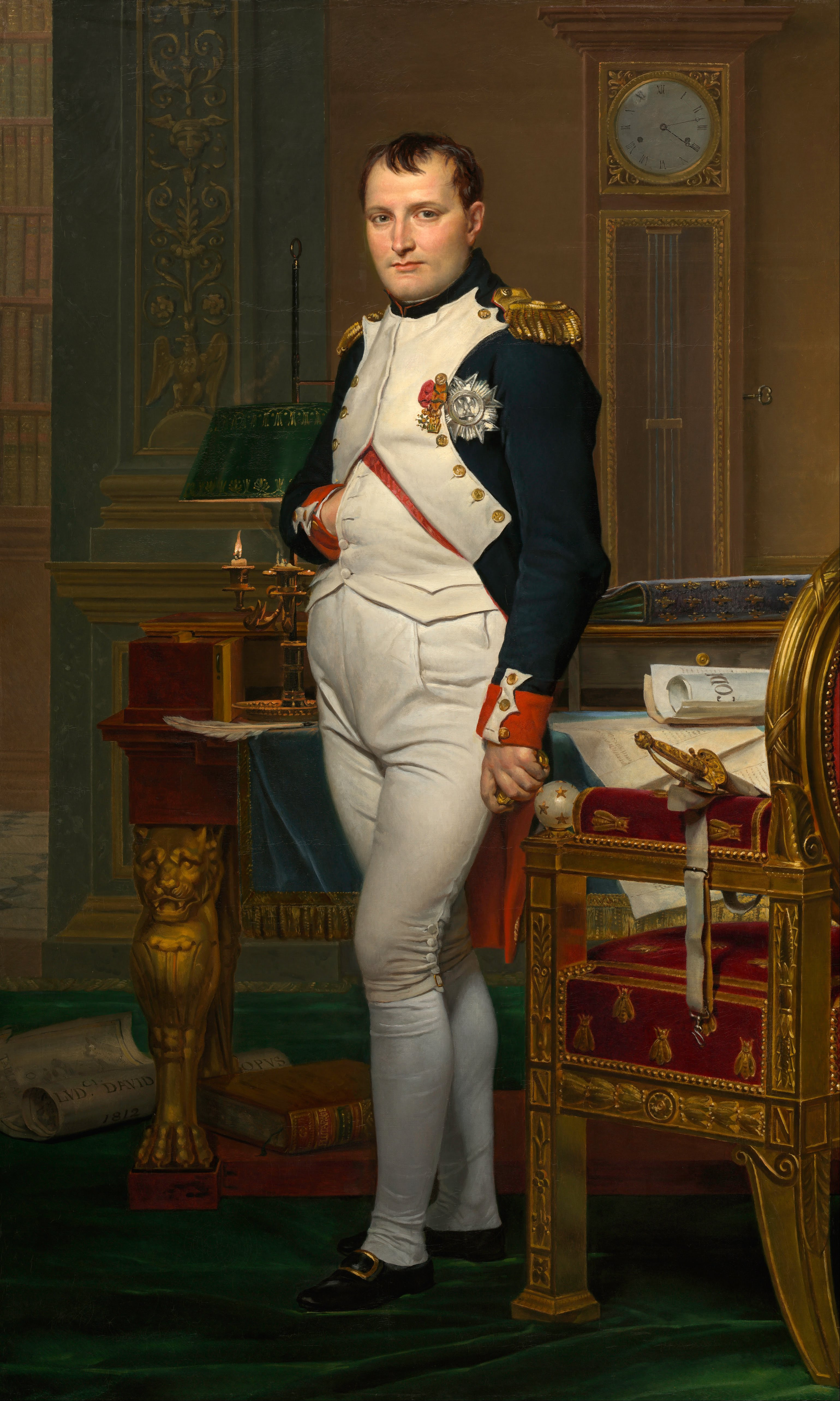
Napoleon Bonaparte (1812), Kaiser der Franzosen.

Der Feldzug Napoleon Bonapartes auf der Iberischen Halbinsel dauerte von 1807 bis 1814. Von spanischer Seite wird er Spanischer Unabhängigkeitskrieg (Guerra de la Independencia Española), von britischer Seite Peninsular War genannt. Der Krieg auf der Halbinsel stellt einen Abschnitt der napoleonischen Kriege dar, in dem vor allem Spanien, Portugal und Großbritannien gegen Frankreichs Vorherrschaft kämpften. Begonnen hatte er als Versuch Frankreichs, Portugal mit in die Handelsblockade gegen Großbritannien einzubinden.

## Vorgeschichte

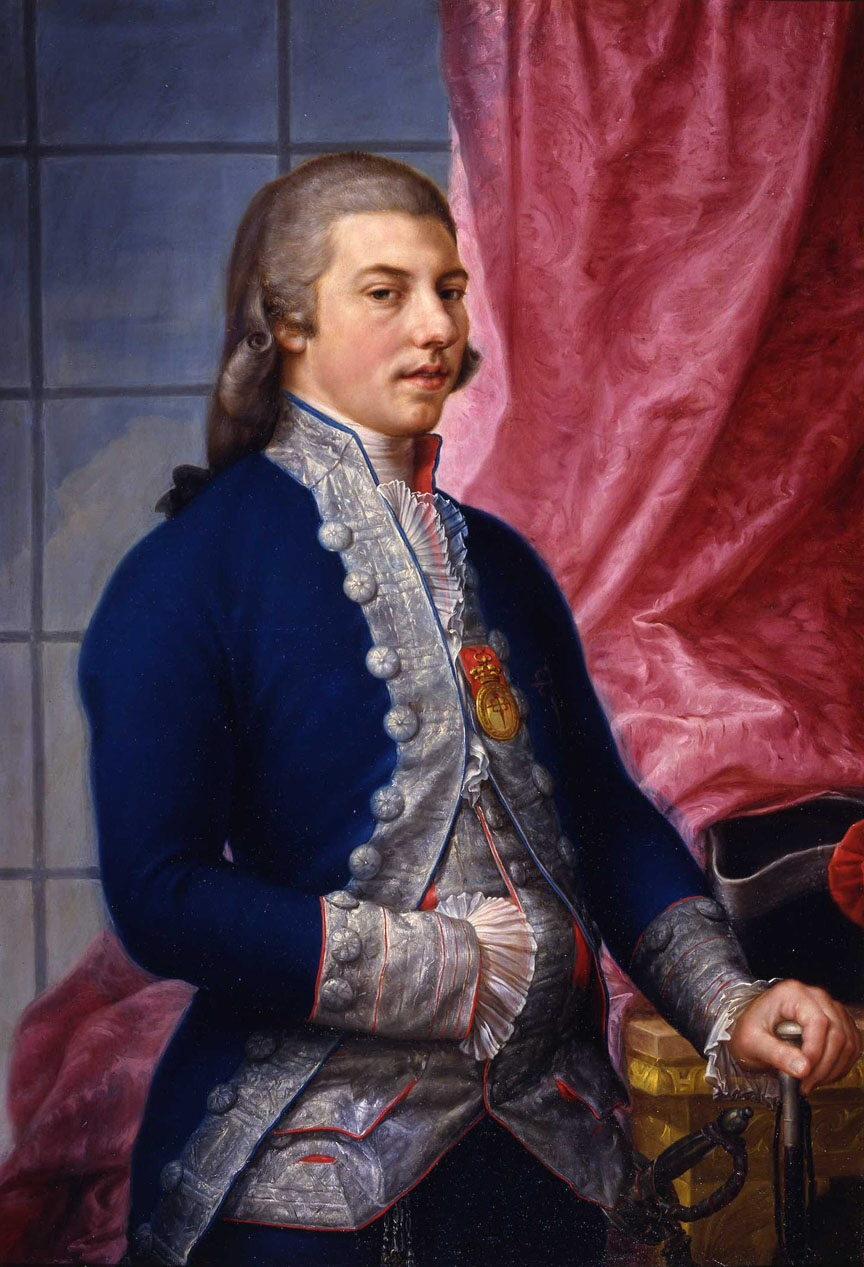
Manuel de Godoy

Der Erste Konsul Frankreichs Napoleon Bonaparte zwang Spanien im Oktober 1800 den Vertrag von San Ildefonso auf. Dieses französisch-spanische Bündnis führte zu einem erneuten Aufleben des Konfliktes mit dem Vereinigten Königreich von Großbritannien und Irland. Manuel de Godoy wurde der „starke Mann“ Spaniens, während formal Pedro Ceballos Guerra als Ministerpräsident amtierte. Anfang des Jahres 1801 wurde Godoy zum Generalissimus und Admiral von Spanien und „Indien“ (Bezeichnung für Spanisch-Amerika) ernannt. Der Friede von Amiens (März 1802) zwischen Großbritannien und Frankreich verschaffte Spanien eine kurze, aber dringend benötigte Atempause. Im Dezember 1804 erklärte Godoy dem Vereinigten Königreich den Krieg. Die französisch-spanische Flotte erlitt am 21. Oktober 1805 in der Schlacht von Trafalgar eine vernichtende Niederlage. Godoys Gegner rechneten ihm persönlich die hohen Verluste an Menschen und Material an und forderten die Beendigung der Allianz mit Frankreich. Deswegen rief Godoy im Oktober 1806 zum Krieg gegen Frankreich auf. Doch schon Anfang 1807 musste er seine antifranzösische Politik beenden. Napoleon I. forderte die Bereitstellung von 15.000 spanischen Soldaten. Diese Soldaten kämpften in der napoleonischen Armee in Norddeutschland und Ostpreußen gegen Preußen und Russland (Vierter Koalitionskrieg).
Am 21. November 1806 verfügte Napoleon die Kontinentalsperre, eine Wirtschaftsblockade, über die britischen Inseln. Sie sollte Großbritannien mit den Mitteln des Wirtschaftskrieges in die Knie zwingen. Darüber hinaus sollte die Kontinentalsperre die französische Wirtschaft gegen jegliche europäische und transatlantische Konkurrenz schützen. Da eine vertragliche Einigung mit Portugal zur Einhaltung der Sperre nicht möglich war, beabsichtigte Napoleon, in Portugal einzumarschieren.
Am 27. Oktober 1807 schlossen Frankreich und Spanien den geheimen Vertrag von Fontainebleau. In diesem vereinbarten sie die Eroberung und Teilung Portugals. Damit die französischen Truppen Portugal auf dem Landweg erreichen konnten, gewährte Spanien den Franzosen den Durchmarsch durch sein Territorium. Ende 1807 erhielt General Jean Andoche Junot von Napoleon den Befehl über die bei Salamanca zur Besetzung Portugals versammelten Truppen. Schon am 17. Oktober 1807 schrieb Napoleon an Junot die Order, dass er bis zum 1. Dezember in Lissabon zu sein habe, als Freund oder als Feind. Junot richtete sich danach, innerhalb von 11 Tagen marschierten die Franzosen in Gewaltmärschen von Salamanca bis Abrantes, dicht vor Lissabon. Am 30. November rückte Junot mit 1500 Soldaten kampflos in die Stadt ein. Am Tag zuvor waren Königin Maria I. und der Prinzregent João VI. mit königlicher Familie und Hofstaat, begleitet von der Regierung und wichtigen Adeligen, auf dem Seeweg nach Brasilien abgereist.

## Französische Invasion

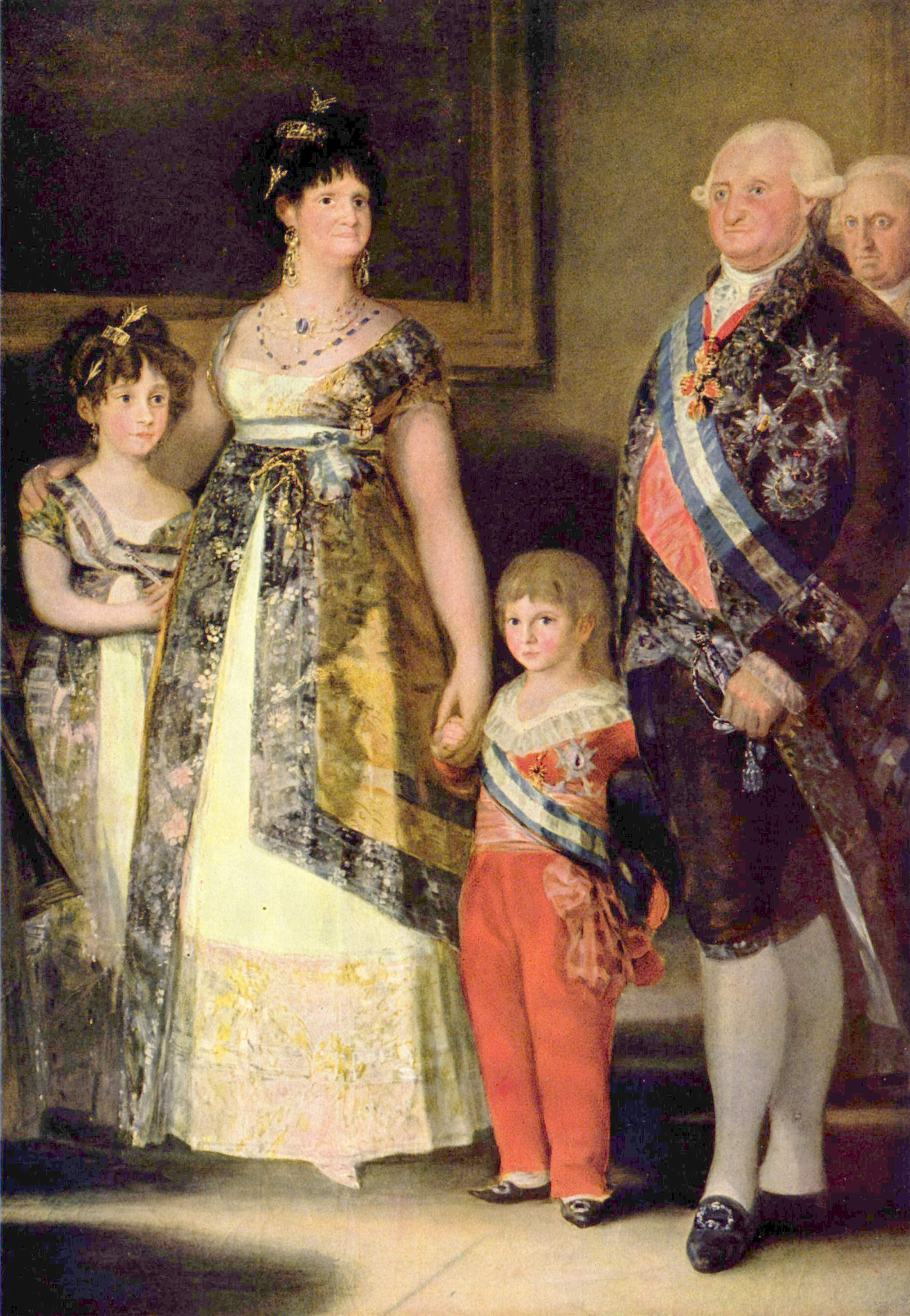
Karl IV. und seine Frau Königin Maria Louisa, Detail aus Die Familie Karls IV. von Goya.

Zu Beginn des Jahres 1808 begannen die französischen Truppen, strategisch wichtige Orte in Spanien zu besetzen. Diese Entwicklung veranlasste den spanischen König Karl IV., die Verlegung seines Thrones in ein sicheres Land, z. B. Mexiko, zu planen. Als die Pläne in der Bevölkerung bekannt wurden, führte das zu einem Aufstand, der sich in erster Linie gegen die Regierung und Person von Godoy richtete. Als Karl erfuhr, dass sein Sohn Ferdinand Napoleon um Hilfe gegen Godoy gebeten hatte und französische Truppen in Spanien einmarschierten, floh die königliche Familie nach Aranjuez. Am 17. März 1808 brach die Meuterei von Aranjuez aus; der König wurde festgesetzt und gezwungen, Godoy verhaften zu lassen. Sein Sohn wurde am Tag darauf vom Volk als König Ferdinand VII. gefeiert, musste jedoch auf Druck der Franzosen am 6. Mai die Krone wieder abgeben. Karl, seine Frau und Godoy flüchteten nach Frankreich, wo Karl gezwungen wurde, zugunsten von Napoleons Bruder Joseph Bonaparte auf den spanischen Thron zu verzichten.
Am 10. April 1808 reiste Ferdinand zu Verhandlungen mit Napoleon nach Bayonne ab und überließ die Regierung während seiner Abwesenheit einem Regentschaftsrat unter dem Vorsitz seines Onkels Antonio Pascual de Borbón. Am 20. April 1808 trafen Ferdinand und Ende April 1808 auch Karl IV. von Aranjuez aus in Bayonne ein. Dort gab Ferdinand nach längerem Sträuben am 6. Mai 1808 die Krone seinem Vater zurück und stellte sich unter den Schutz Napoleons, der ihm mit einer jährlichen Rente von einer Million Franc das Schloss Valençay als Aufenthaltsort anwies. Karl hatte bereits vorher seinem Rücktritt zugunsten Joseph Bonapartes zugestimmt. De facto handelte es sich bei diesem Vorgang um eine Gefangennahme der Königsfamilie durch Napoleon.

## Spanischer Volksaufstand

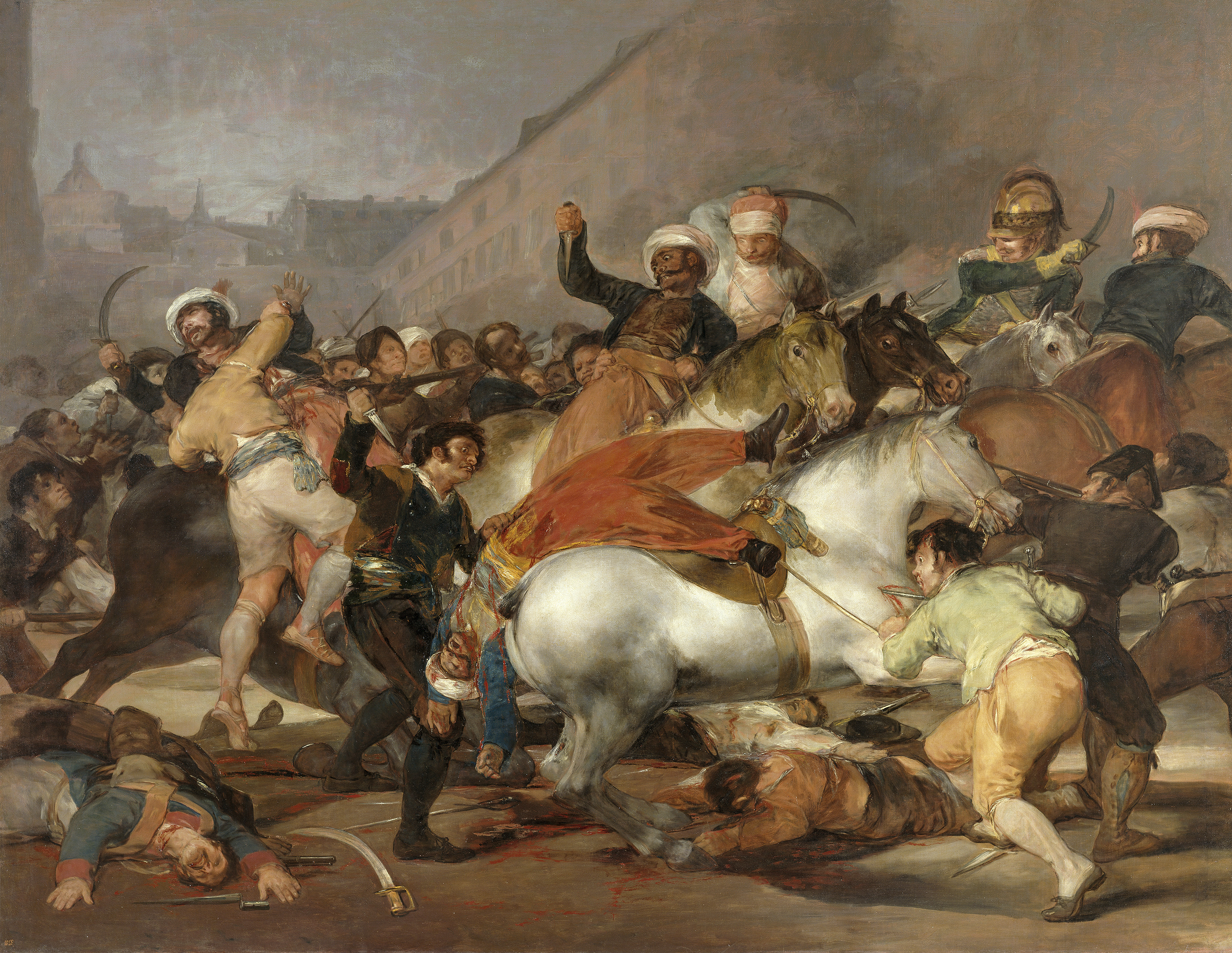
Angriff der Mameluken, Gemälde von Francisco Goya

Als die Franzosen am 2. Mai 1808 versuchten, den jüngsten Sohn des Königs Karl IV., den Infanten Francisco de Paula de Borbón, nach Bayonne zu bringen, löste das einen Volksaufstand in Madrid aus. An diesem Tag kam es in Madrid zu umfassenden Straßenkämpfen zwischen Einwohnern, denen sich auch eine spanische Artillerieeinheit anschloss, und französischen Truppen. Mehrere hundert Tote waren die Folge. Die Vorkommnisse des 2. Mai 1808 (Dos de Mayo) werden als Beginn des bewaffneten Widerstands gegen die französische Herrschaft angesehen.
Am 3. Mai 1808 folgte die Erschießung mehrerer festgenommener Aufständischer. In ganz Spanien brachen darauf Aufstände aus. Vor allem in Katalonien, Navarra, dem Baskenland und den Bergen Kastiliens konnten die Franzosen ihr Besatzungsregime kaum durchsetzen. In weiten Teilen des Landes herrschte ein permanenter Kleinkrieg, dessen die Franzosen nicht Herr wurden. Damit unterschied sich der spanische Aufstand gegen die napoleonische Besatzung von nahezu allen anderen Gebieten Europas, wo es lediglich zu kurzen, weitgehend wirkungslosen Erhebungen kam. Als Grund dafür lässt sich der zuvor schwach ausgebildete spanische Staat ausmachen, der sich neben dem stehenden Heer auf ein Milizsystem stützte, das zur Grundlage für den weit gespannten Aufstand wurde. Auch die starken Schmuggler- und Räuberbanden beteiligten sich am Kampf gegen die Franzosen und deren spanische Verbündete. Mit dem Kleinkrieg (Guerilla) trat im Spanischen Befreiungskrieg erstmals ein Element der Kriegsführung auf, das zwar mit der Volksbewaffnung verwandt war, wie sie die französische Revolution durchgesetzt hatte, sich von ihr aber auch radikal unterschied.
Am 24. Mai 1808 erklärte zuerst die Provinzialjunta zu Oviedo den Aufstand gegen die französische Besatzung. Unabhängig davon erfolgte am 22. Mai die Volkserhebung in Cartagena, am 23. zu Valencia, am 24. zu Murcia und Saragossa. Santander und Sevilla erhoben sich am 26. Mai, am 30. Mai folgten die Aufstände zu Badajoz und La Coruña.
Mönche wiegelten die Volksmassen zur Wut gegen die Besatzer auf, mit dem Hinweis auf die Misshandlung des von den Franzosen gefangen genommenen Papstes in Rom. Über 2100 Mönchs- und 1100 Nonnenklöster wurden zu Zentren eines religiös motivierten Aufstandes gegen die durch die Ideen der französischen Revolution „gottlos gewordene“ fremde Besatzung.
Im nicht durch französische Truppen besetzten Teil Spaniens bildete sich im September 1808 in Aranjuez eine Gegenregierung (Junta Suprema Central), die die amtierende Regierung in Madrid nicht anerkannte. Mit dem Aufruf zum Guerillakrieg am 28. Dezember 1808 erkannte die Junta die Guerilla als Teil des gemeinsamen Befreiungskampfes gegen die Franzosen an. Zuvor waren auch franzosenfeindliche Regionalregierungen teilweise gegen die Guerilla vorgegangen. Der Volkskrieg, aber auch das Operieren von regulären Verbänden unter widrigen Bedingungen fernab von Versorgungsmöglichkeiten, führte zu einer großen Härte nicht nur gegen den militärischen Gegner, sondern auch gegenüber der Zivilbevölkerung, die unter Plünderungen zu leiden hatte, mit deren Hilfe sich die Besatzer versorgten. Mit einer weiteren Verordnung vom 17. Dezember 1809 versuchte die Junta Suprema die Guerilla an den offiziellen Krieg zu binden, sie blieb aber weiterhin eine Form des selbstständigen patriotischen Volkskrieges, dessen Wurzel eine starke soziale Komponente enthielt. Der Anarchismus der Deserteure, die Willkür von sich überall bildenden autonomen Räuberbanden stand dabei direkt neben einer großen Selbstlosigkeit für den gemeinsamen Freiheitskampf. Es traten unter diesen Umständen unterschiedlichste Talente hervor, einfache Adelige wie Francisco Espoz y Mina und sein Neffe Francisco Javier Mina, die de facto Navarra beherrschten, oder der aus einer Bauernfamilie entstammende Bandenführer Juan Martín Díez, genannt El Empecinado. Die Bevölkerung nährte und informierte diese Männer und versteckte sie beim Herannahen von Streifkorps der Besatzer. Die nicht eingehaltene Abgrenzung zwischen Zivilbevölkerung und Kombattanten durch die Guerilla führte von Seiten regulärer französischer Truppen zu einer hohen Gewalttätigkeit gegenüber den Zivilisten. Es kam zu zahlreichen Akten der Grausamkeit gegen Zivilisten und Gefangene von beiden Seiten. Die Brutalität der Franzosen, die zunehmend wahllos die Bevölkerung attackierten, führte zu großen Opfern, gerade unter der Landbevölkerung, konnte aber den Widerstandswillen der Spanier nicht brechen. In ihrer Hochphase kontrollierte „die“ Guerilla, die aus einer Vielzahl teils miteinander verfeindeter Gruppen bestand, das Land derartig effektiv, dass Kuriere der Franzosen mit bis zu zweihundert Kavalleristen auf ihren Ritten geschützt werden mussten. Viele Guerillagruppen hatten sich schon während des Kampfes auch oder vornehmlich als Räuberbanden betätigt und machten bis in die 1820er Jahre hinein das Land unsicher. Der Maler Francisco de Goya hielt in den Jahren 1810 bis 1814 grausame Szenen dieses Kampfes in 82 Radierungen fest; die Bilderreihe namens Desastres de la Guerra (Schrecken des Krieges) erschien posthum 1863.

## Das Kriegsjahr 1808

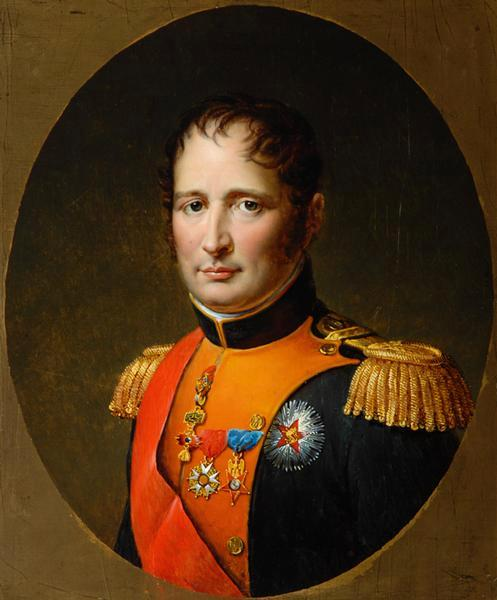
König Joseph Bonaparte

Nach der Abdankung von Karl IV. und Ferdinand VII. wurde Joseph Bonaparte am 6. Juni 1808 von Napoléon I. unter Beteiligung des Consejo de Castilla (Kastilienrat) zum König von Spanien proklamiert. Nach diesem Akt brach erneut Widerstand bei der spanischen Bevölkerung aus, dieser mündete in einem dauerhaften Kleinkrieg, der die gesamte Regierungszeit Josephs überschattete.
Joseph Bonaparte plante, Ceballos als Außenminister zu berufen und die Verfassung mitunterzeichen zu lassen. Doch Ceballos stellte sich klar an die Seite von König Ferdinand. In mehreren Publikationen verteidigte er dessen legitimes Recht auf den spanischen Thron. Napoleon erklärte ihn daraufhin im November 1808 zum Verräter an der spanischen und französischen Krone. Ceballos floh nach London, von wo er weiter publizistisch den spanischen Widerstand gegen Napoleon unterstützte.
Die Franzosen versuchten, das noch unbesetzte Südspanien zu besetzen. Dafür wurde ein französisches Korps unter General Dupont von Toledo nach Andalusien abgesandt, er sollte versuchen, Cádiz einzunehmen, wo eine französische Flotte unter Admiral Rosily-Mesros vor Anker lag. Die Truppen des Generals Dupont näherten sich Anfang Juni Córdoba und erzwangen gegen den Widerstand der spanischen Miliz unter Oberst Echevarri mit 3.000 Freiwilligen den Übergang über die Brücke von Alcolea. Die französischen Truppen drangen am 7. Juni in Córdoba ein und plünderten die Stadt vier Tage lang. Die Division des General Vedel folgte am 15. Juni mit 5.000 Mann nach Süden nach.
Die neu gegründete Junta de Sevilla bombardierte derweil die eingeschlossene französische Flotte in Cádiz, bis am 14. Juni mehrere Kriegsschiffe in die Hände der Spanier fielen. Die französischen Truppen in Katalonien unter General Moncey, die an der Ostküste vorgingen, scheiterten zwischen 24. und 26. Juni bei einem ersten Angriff auf Valencia. Ein französisches Korps unter Marschall Bessières brach mit 14.000 Mann in Burgos auf und eroberte am 10. Juli Valladolid. Am 14. Juli 1808 besiegte Bessières die überlegene spanische Armee (26.000 Mann) unter General de la Cuesta und Joaquín Blake y Joyes in der Schlacht bei Medina de Rioseco nördlich vom mittleren Duero in Altkastilien.
Angesichts immer bedrohlicher werdender Aufstände in Andalusien entschied Dupont, sich auf die Sierra Morena zurückzuziehen und auf Hilfe zu warten. Am 18. Juni beschloss General Dupont, in der Ebene bei Andújar zu bleiben, während spanische Truppen die Berge abriegelten.
General Goberts Division brach mit General Vedel am 2. Juli auf, um Duponts bedrängte Truppen zu verstärken. Allerdings erreichte Dupont bei Andújar nur eine Division, der Rest musste eine Straße nach Norden gegen die Guerillatruppe offenhalten.

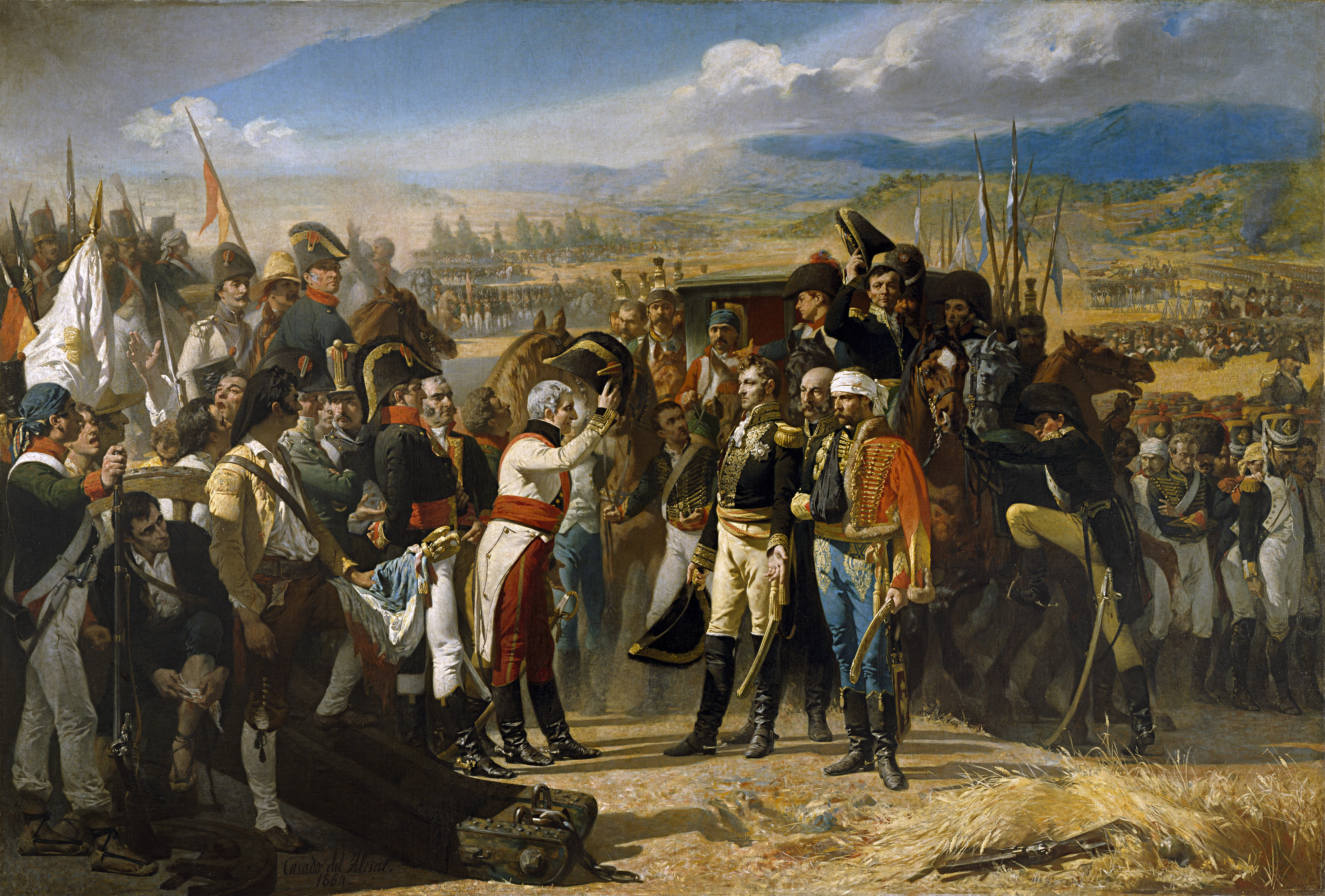
Castaños (in weißer Uniform) nach der Schlacht von Bailén

Auf Befehl Duponts zog Vedel nach Norden, um die Miliz zu vertreiben, die den Pass von Despeñaperros blockierte. Aber General Castaños kam ihm zuvor und besetzte diese zentrale Position zwischen Dupont und Vedel mit 17.000 Mann und 12 Kanonen. Am 11. Juli vereinigte die spanische Hauptarmee unter Castaños ihre Truppen in Porcuna mit denen der Junta de Granada. Zwischen dem 18. Juli und dem 21. Juli kreisten reguläre spanische Truppen unter General Castaños die Franzosen ein und zwangen das Korps unter Dupont zwischen dem Guadalquivir und der Sierra Morena nach der Schlacht bei Bailén zur Kapitulation. Dupont kapitulierte am 22. Juli mit 8.242 Mann, am 23. Juli folgte die Divisionen Vedel, Chabert und Dufour mit weiteren 9.393 Soldaten. Von den etwa 18.000 Gefangenen wurden rund 12.000 auf die Insel Cabrera verbracht, wo etwa 5.000 an den dortigen inhumanen Zuständen starben. General Castaños wurde später für diesen Sieg von der Zentraljunta zum Generalissimus ernannt. Für Napoleon war diese Niederlage eine demütigende und schmerzliche Erfahrung. Joseph Bonapartes Truppen, welche Madrid am 20. Juli besetzt hatten, mussten die Stadt am 1. August wieder verlassen und auf Burgos zurückgehen.
Am 25. Juni übernahm General Verdier das Kommando über die vor Saragossa versammelten französischen Armeeeinheiten, welche mit der Belagerung am 1. Juli begannen. Am 11. Juli begannen die Franzosen, eine Brücke über den Ebro zu bauen, um Saragossa auch von der anderen Flussseite her einschließen zu können. Nach einer Verwundung am 4. August musste Verdier das Kommando an General Lefebvre-Desnouettes abgeben. Am 4. August drangen die Franzosen durch eine Bresche in die Stadt ein und wurden von Oberst Palafox wieder vertrieben. Derweil waren Ende August 9.500 Mann unter General Marqués de La Romana in Spanien eingetroffen. Sie standen zuvor als Hilfstruppen Napoleons in Jütland und wurden von der britischen Flotte unter Admiral Keats nach La Coruña überführt, um in der Heimat gegen die Franzosen zu kämpfen. Am 13. August mussten die französischen Truppen in Katalonien ihre erste dreimonatige Belagerung Saragossas erfolglos abbrechen. Am 19. Dezember rückte eine starke Streitmacht von etwa 30.000 Soldaten unter den Marschällen Moncey und Mortier nach Aragon ab und begann am 21. mit der neuerlichen Zweiten Belagerung von Saragossa.
Am 17. August 1808 wurde General Gouvion Saint-Cyr Kommandeur der „spanischen Armee“ in Katalonien. Seine Truppen eroberten die Festung Roses und schlugen die Spanier unter Caldagues in der Schlacht bei Molino del Rey (21. Dezember) und General Reding bei Igualada (14. Februar 1809).

## Englische Intervention

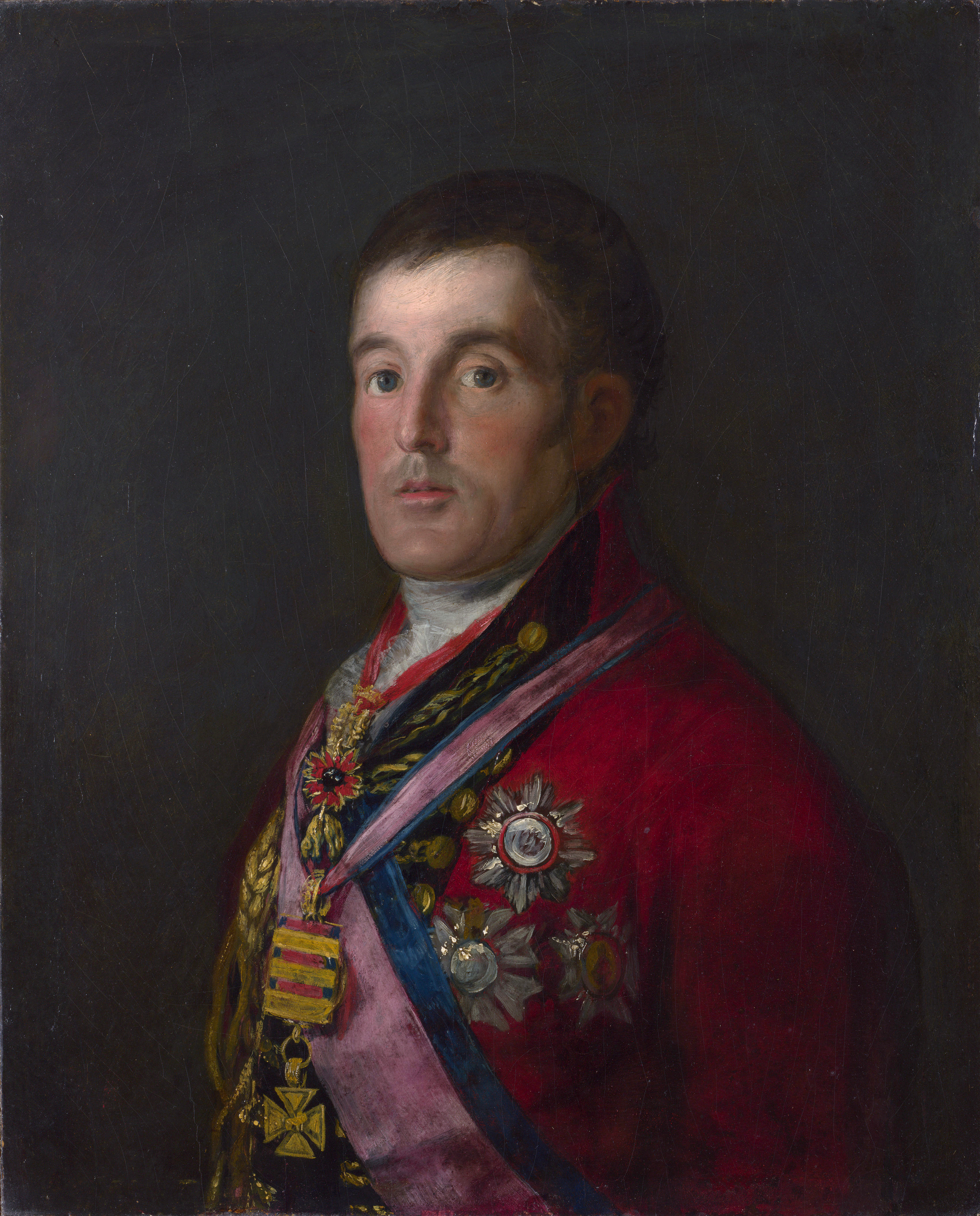
Arthur Wellesley, 1. Duke of Wellington, Ölgemälde des spanischen Malers Francisco de Goya

Am 1. August 1808 landeten die Briten mit etwa 12.000 Mann in Portugal. Der gemeinsame Oberbefehl lag anfangs bei den Generalen Sir Harry Burrard und Sir Hew Dalrymple, da sie ältere Patente als Generalmajor Arthur Wellesley besaßen. Wellesley (der spätere Duke of Wellington) wurde in Europa noch unterschätzt, da er vorher nur in Indien gekämpft hatte. Die Armee setzte sich aus britischen Truppen und einem großen Kontingent der King’s German Legion zusammen. Außerdem wurde eine Anzahl britischer Offiziere in die portugiesische Armee übernommen. Diese reformierten die Armee nach britischem Vorbild. Die Portugiesen, welche unter dem Oberbefehl von General Bernardim Freire standen, wurden so bald zu verlässlichen Verbündeten.
Nachdem Wellesley die Mündung des Mondego besetzt hatte, wurden französische Truppen unter Junot gemeldet, diese waren bereits gegen die Landungstruppen im Anmarsch. Wellesley und seine Truppen schlugen am 17. August die Vorhut der Franzosen unter Delaborde in der Schlacht bei Roliça und später Junots Hauptmacht am 21. August in der Schlacht von Vimeiro. Die Generäle Burrard und Dalrymple verhinderten Wellesleys Absicht, Junots Truppen in Lissabon abzuschneiden und zu vernichten. Obwohl sie beide erfahrene Generäle waren, machten sie einen schweren taktischen Fehler: In der Konvention von Cintra vereinbarten die beiden britischen Generäle, dass die französische Armee mitsamt Ausrüstung auf britischen Schiffen nach Quiberon gebracht werden durfte. Die führenden Generale wurden nach Großbritannien zurückbeordert und vor ein Kriegsgericht gestellt. Als die Franzosen am 15. September die Kontrolle an die Briten übergaben und die portugiesische Regierungsbildung noch nicht abgeschlossen war, wurde der britische General John Hope praktisch Landesverweser von Portugal. Hope kehrte zu seiner Truppe zurück, um eine südöstlich von Elvas stationierte französische Truppe zu evakuieren. Sir John Moore wurde mit den restlichen Truppen in den Nordosten nach Almeida geschickt und übernahm vorerst den Oberbefehl über die britische Armee in Spanien. Wellesley wurde schnell rehabilitiert. Moore marschierte im November nach Madrid, musste sich aber nach dem Anmarsch Napoleons durch Asturien an die Biscaya zurückziehen. Dabei lieferte seine Nachhut am 21. Dezember bei Sahagún und am 29. Dezember bei Benavente den verfolgenden Franzosen erfolgreiche Nachhutgefechte.

## Eingreifen Napoleons

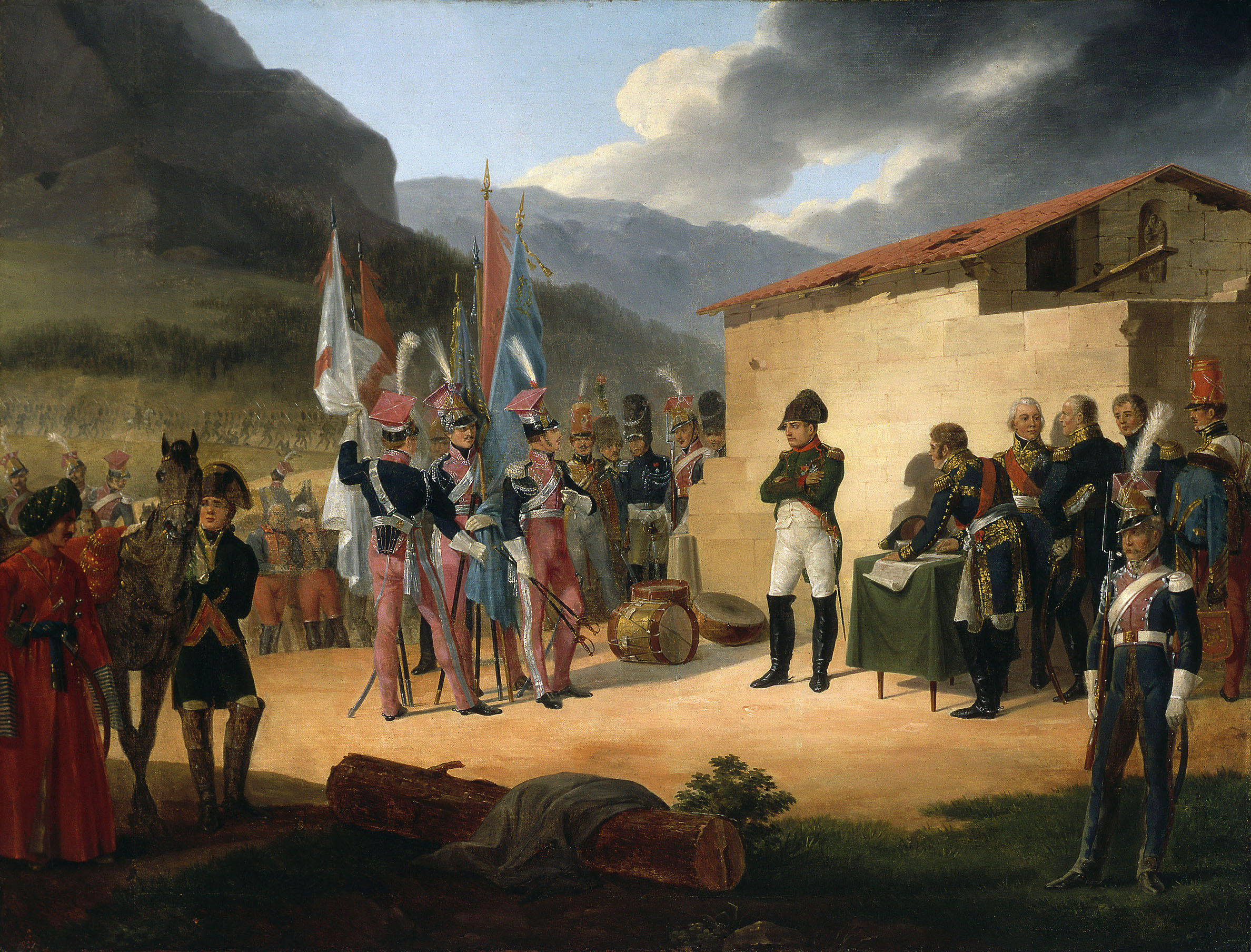
January Suchodolski: Napoleon nach dem Sieg bei Tudela, 23. November 1808

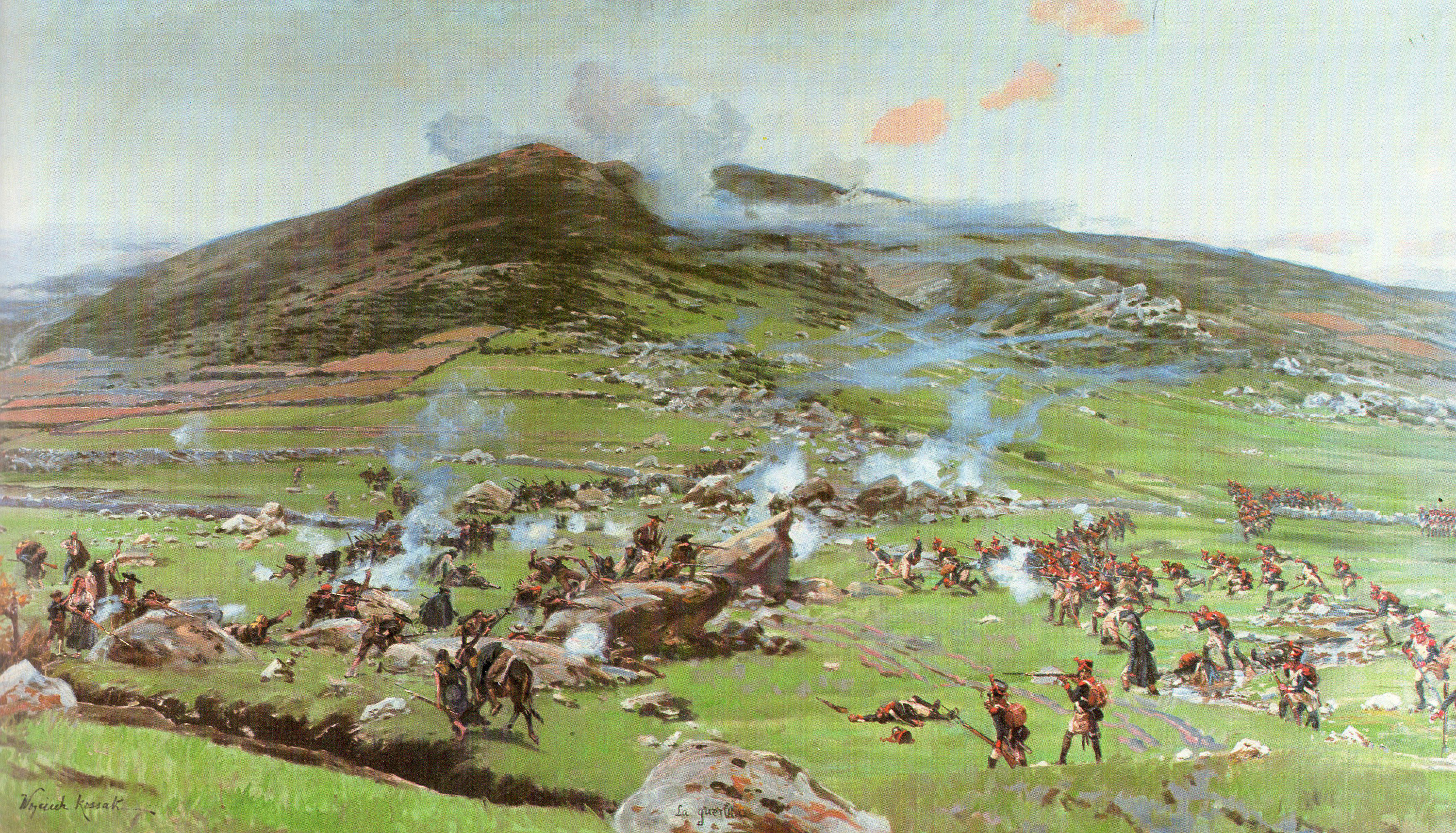
Durchbruch der Franzosen am Somosierra-Pass, 30. November 1808

Inzwischen hatten die Franzosen im Herbst aus Madrid abziehen müssen. Im Oktober 1808 wurde die französische Streitmacht auf dem spanischen Kriegsschauplatz auf 250.000 Mann verstärkt.
Mit den Verstärkungen waren Ende Oktober 1808 auch Badener, Nassauer und Hessen (Rheinbundtruppen des Königreichs Westphalen) eingetroffen und dem Armeekorps des Marschalls Lefebvre zugeteilt worden. Am 31. Oktober kämpften sie unter dessen Oberkommando bei Durango und Pancorbo sowie am 8. November bei Valmaseda gegen die Spanier unter General Blake. Während Teile der deutschen Truppen danach Bilbao sicherten oder als Besatzungen an der Biscaya zurückblieben, marschierte der Großteil nach Madrid ab, wo sie Anfang Dezember anlangten.
Kaiser Napoleon selbst eilte über Bayonne nach Vitoria, wo er am 8. November 1808 eintraf und den Oberbefehl übernahm. Verspätet landeten auch die Briten unter Moore mit 15.000 Mann in Portugal, derweil wurden zwei starke spanische Armeen von den Franzosen aus dem Feld geschlagen. Marschall Soult besiegte am 10. November die spanische Armee unter dem Conte de Belveder in der Schlacht bei Gamonal unweit von Burgos, gleichzeitig vernichteten am folgenden Tag die vereinten Korps unter Marschall Victor und Lefebvre die Armeen von La Romana und Joaquín Blake y Joyes in der Schlacht bei Espinosa. Binnen 10 Tagen war das ganze nördliche Spanien von den Truppen Soults und Bessières unterworfen.
Der spanische Obergeneral Castaños, welcher die letzte reguläre Armee ins Feld führte, drang derweil bis zum Ebro vor, wurde aber am 23. November von Marschall Lannes in der Schlacht bei Tudela geschlagen und später von dem ränkesüchtigen General Montijo bei der Zentraljunta so verleumdet, dass er abgesetzt und mehrere Jahre außer Dienst gestellt wurde.
Moore drang währenddessen nach Kastilien vor, wo er von den spanischen Insurgenten Unterstützung zu finden hoffte. Vor Burgos traf er nicht auf die erhoffte Unterstützung durch reguläre spanische Einheiten. Zur Rettung von Madrid eilte Napoleon persönlich heran, seine Truppen verfolgten die sich durch Desertation auflösende spanische Truppenmacht über die Sierra de Guadarrama. General Juan de San Benito hinterließ 3000 Mann zur Deckung des Rückzuges bei Sepúlveda. Seine Vorhut, polnische Kräfte unter Kozietulski, brachen am 30. November den gegnerischen Widerstand am Somosierra-Pass.
Am 4. Dezember besetzte Napoleon Madrid kampflos.
Moore brach nach diesen Erfolgen des Gegners seinen Vormarsch ab und wandte sich nach Norden durch Asturien, seine Truppen mit denen von General Baird zu vereinigen, der am 11. November mit 10.000 Mann in La Coruña gelandet war. Zwischen zwei Feuer geraten (die Armee Junots rückte über Burgos heran und die Truppen Soults waren in Asturien zusammengezogen worden) blieb den Briten nur der Rückzug. Napoleon verfolgte sie mit der Hauptarmee am 23. Dezember wieder durch die unwegige Sierra de Guadarrama nach Norden.
Am 29. Dezember konnte Moore die französische Vorhut unter Lefèbvre bei Benavente zurückwerfen und seinen Rückzug fortsetzen. Seine Truppen erreichten die Hafenstadt La Coruña, wo die Royal Navy seinen Rückzug erwartete und ihn mit der Schiffsartillerie deckte. Die Briten bauten eine Verteidigungslinie auf, um die Einschiffung der Truppen zu ermöglichen. Sie gewannen am 16. Januar 1809 die Schlacht von La Coruña; die Einschiffung gelang. General Moore fiel in der Schlacht; Wellesley wurde wieder als Befehlshaber eingesetzt.
Im Frühjahr 1809 schien sich das bonapartistische Regime in Spanien durchzusetzen. Widerstandsnester wurden in weiten Teilen des Landes vernichtet, während die Briten den Kriegsschauplatz verlassen hatten. Auch von den rheinbündischen Truppen trafen weitere Verstärkungen in Spanien ein, etwa 7000 Westfalen, 4000 aus dem Großherzogtum Berg und 2000 Würzburger, welche der französischen Armee in Katalonien unter Gouvion St. Cyr zugeteilt wurden und später bei der Belagerung von Gerona eingesetzt wurden.
Am 8. Januar 1809 marschierten die Frankfurter, am 13. die Nassauer, Badener und Hessen über Toledo nach Talavera ab, wo sie der französischen Division Le Val zugeteilt wurden. Ende Januar 1809 übernahm General von Schäffer den Befehl über die Nassauer und Frankfurter Regimenter, der französische General Werlé führte die kombinierte Brigade der Badener und Hessen. Die etwa 4000 Mann starke deutsche Division wurde dem Armeekorps des Marschalls Victor in der Estremadura zugeteilt und sicherte vorrangig die rückwärtigen Verbindungen gegen die spanische Guerilla, wobei sich grausame Kriegsverbrechen abspielten. Am 17. März 1809 erstürmte Schäffers Brigade die Felsenhöhe von Mesa de Ibor, die Badener und Nassauer beteiligten sich dann an der Schlacht von Medellín (28. März).

## Zweiter Feldzug in Portugal

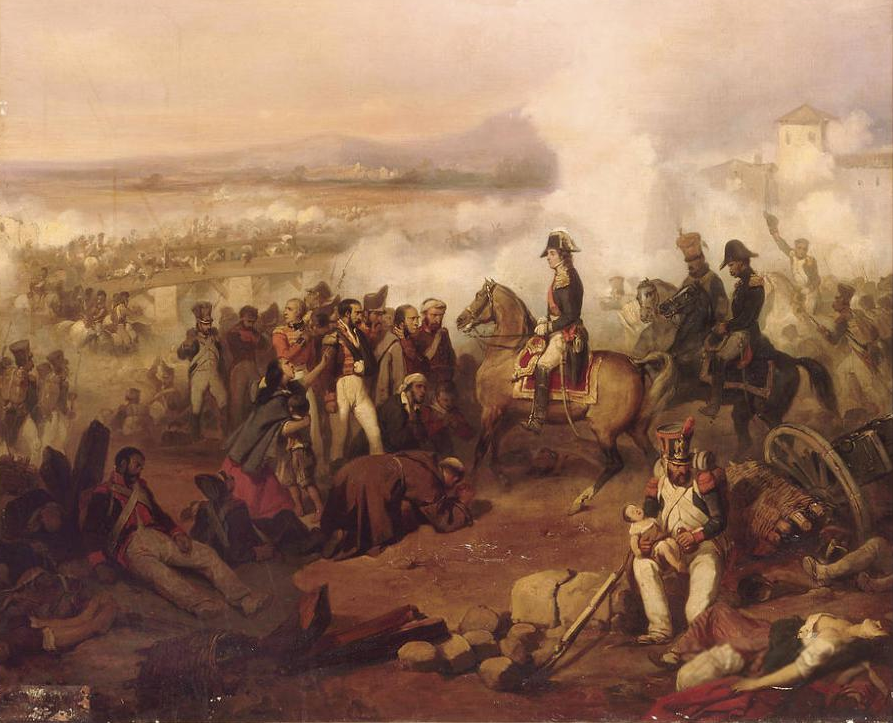
Marschall Soult in der Schlacht von Oporto

Nachdem die Truppen von Maréchal Soult die Stadt Chaves eingenommen hatten, bewegten sie sich in Richtung Braga, wobei die Vorhut zwischen Ruivães und Salamonde durch portugiesische Streitkräfte unter General Freire zurückgewiesen wurde. Freire wurde von Soldaten der örtlichen Miliz ermordet. Das Oberkommando übernahm darauf Oberst Baron Eben.
Am 20. März 1809 wurden die verteidigenden portugiesischen Truppen in der Schlacht bei Braga geschlagen, und den französischen Streitkräften unter Marschall Soult gelang es, Braga und später Porto zu erobern. Zwischen dem 20. und dem 26. März sicherte Maréchal Soult seine Verbindungs- und Nachschubwege durch verschiedene Infanterie- und Kavalleriestützpunkte. Die Ortschaften Barcelos und Guimarães wurden eingenommen. Nach dem Passieren des Ave und dem Vormarsch auf Sobreira bewegten sich die Franzosen in Richtung Porto.
Es standen jedoch noch britische Restverbände in Portugal, zu denen aus Großbritannien zusätzliche Truppen geschickt wurden, um Portugal zu befreien.
Am 28. März folgte die Schlacht bei Medellín, zwischen den Dörfern Don Benito und Mingabril, östlich von Mérida besiegten 18.000 Franzosen unter Victor etwa 24.000 Spanier unter General de la Cuesta.
Nach der neuerlichen Landung der Briten in Portugal verstärkte sich Wellesley auf 22.000 Mann und besiegte die Franzosen am 12. Mai 1809 in der Zweiten Schlacht von Porto. Die französischen Truppen mussten sich aus Portugal zurückziehen, so dass sich dort vier Wochen nach dem britischen Sieg in dieser Schlacht keine französischen Kampftruppen mehr aufhielten. Die britischen Truppen folgten den abziehenden Franzosen, ohne diese einholen zu können. In der Nähe von Abrantes formierten sich die Briten unter Wellesley neu. Sein Plan war, mit seinen 20.000 britischen Soldaten und 35.000 Spaniern nach Spanien vorzugehen. Weitere 25.000 Spanier sollten gleichzeitig versuchen, gegen Madrid vorzurücken und die Hauptstadt einzunehmen.
Unter diesem Gesichtspunkt begann am 28. Juni 1809 der Vormarsch Wellingtons durch das Tajotal, wobei am 3. Juli 1809 die spanisch-portugiesische Grenze überschritten wurde. In der Folge kam es zu gravierenden Problemen, wie Untätigkeit spanischer Kommandeure und zusammenbrechende Logistik, dennoch entdeckten die französischen Patrouillen am 22. Juli 1809 die britischen Truppen immer noch auf dem Marsch nach Madrid. Aufgrund der Befehle Kaiser Napoleons sollten sich in dieser Zeit mehrere französische Korps zu einer Armee zusammenschließen und gegen die britische Armee und Portugal vorgehen.
Am 25. Juli 1809 hatten sich etwa hundert Kilometer westlich von Madrid zwei französische Korps unter Marschall Victor mit dem aus Madrid herankommenden König Joseph in einer Gesamtstärke von 45.000 Mann verbunden. Die Spanier zogen sich – mit Kenntnis dieser Truppenkonzentration – wieder westwärts auf die britischen Truppen zurück. Dennoch stießen Spanier und Franzosen östlich von Talavera aufeinander. Die Spanier unter General de Cuesta zogen sich am 27. Juli nach einem kleineren Gefecht nahe den Ruinen von Casa de las Salinas auf die in Stellung gehenden britischen Truppen unter General Wellesley zurück. In der Schlacht bei Talavera de la Reina gelang Wellington zusammen mit den Spaniern unter Cuesta und Contreras am 28. Juli ein großer Sieg. Im weiteren Verlauf des Jahres konnte der inzwischen zum Viscount Wellington ernannte Heerführer jedoch lediglich die Franzosen an der Eroberung Portugals hindern.
Unterdessen hatten der Fünfte Koalitionskrieg und kleinere Aufstände im deutschsprachigen Raum begonnen, die Napoleon zwangen, starke Truppenkontingente aus Spanien abzuziehen. Nach dem Sieg gegen Österreich bei Wagram im Juli 1809 konnte Napoleon seine Truppen in Spanien wieder verstärken und bereitete einen Schlag gegen Wellesleys Truppen in Portugal vor.

## Das Kriegsjahr 1809 in Katalonien
Am 10. Januar 1809 begann der Beschuss der befestigten Stadt Saragossa, die von etwa 20.000 Mann unter General Palafox verteidigt wurde. Am 22. Januar übernahm General Lannes den Oberbefehl über die Franzosen. Anstelle von Palafox führte General San Marc die abschließenden Kämpfe. Die Spanier kapitulierten schließlich nach heftigen Kämpfen am 20. Februar. Die Häuserkämpfe galten als typisch für die spanische Guerilla, da sich an ihnen neben regulären Truppen auch Zivilisten und Frauen beteiligten, die die eindringenden Franzosen teilweise mit Steinen oder kochendem Wasser abzuwehren versuchten. Am Ende der Gefechte war Saragossa weitgehend zerstört.
In der Schlacht von Valls standen sich am 25. Februar 1809 die französisch-italienischen Truppen unter Marschall Gouvion Saint-Cyr und die spanischen Truppen unter dem Schweizer General Theodor von Reding gegenüber. Reding war in der Schlacht durch fünf Säbelhiebe verwundet worden. Die spanischen Kräfte wurden geschlagen und flohen zerstreut in Richtung Tarragona. Die Franzosen erbeuteten die gesamte spanische Artillerie und zogen in Reus ein. Sie belagerten Tarragona bis zum 20. März. In der Stadt brach die Pest aus und forderte viele Menschenleben unter der Garnison und den Einwohnern.
Südlich von Saragossa siegten am 18. Juni 12.000 Franzosen unter Suchet über 30.000 Spanier unter General Blake in der Schlacht bei Belchite. Die auf 80.000 Mann aufgestockten Truppen unter Soult schlugen am 8. August die spanische Armee unter Cuesta in der Schlacht bei Arzobispo und wenige Tage darauf die zu dessen Verstärkung zu spät herangekommene zweite spanische Armee Venegas in der Schlacht bei Almonacid (11. August).
Im zweiten Halbjahr fand auch die Belagerung von Gerona statt, schon im Mai war ein 15.000 Mann starkes Korps, zumeist Rheinbundtruppen, unter Gouvion St. Cyr vor der Stadt erschienen und begann am 8. Juni mit der förmlichen Belagerung. Die Verteidigung lag in den Händen des Generals Mariano Alvarez de Castro.
Es gelang Gouvion St. Cyr, die spanischen Truppen zurück über den Ebro zu treiben. Nach siebenmonatigen vergeblichen Angriffen gelang es St. Cyrs Nachfolger Augereau, die kleine Felsenfestung am 11. Dezember 1809 zur Übergabe zu zwingen.
In der Schlacht bei Ocaña am 19. November standen sich französische Truppen und Spanier unter General de Areizaga gegenüber. Die Korps der Generale Sebastiani und Kellermann besiegen die Spanier am 26. November in der Schlacht von Alba de Tormes. Ohne funktionstüchtige Armee, die den Süden Spaniens hätte verteidigen können, wurde im folgenden Winter Andalusien von den Franzosen überrannt.

## Das Kriegsjahr 1810

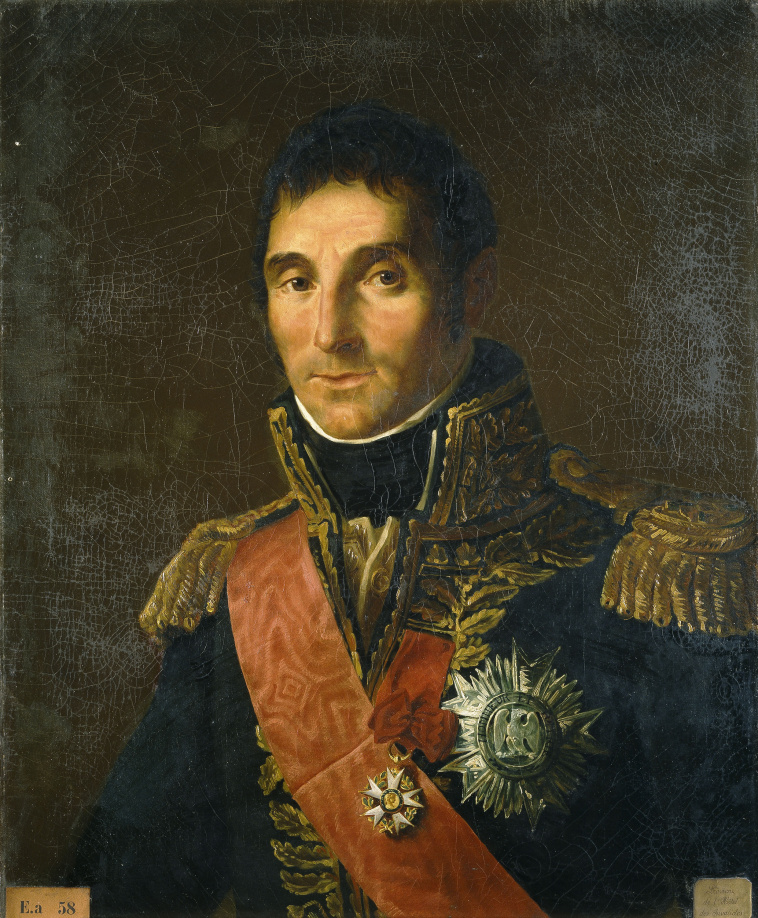
André Masséna

Wellesley hatte aber bis 1810 die Befestigungslinien von Torres Vedras fertigstellen lassen und seine Truppen dahinter verschanzt. Die erste der beiden Verteidigungslinien bildete sich aus 30 Schanzen mit 140 Geschützen, die zweite umfasste 65 Schanzen und 150 Geschütze, hart dahinter zum Meeresufer befand sich eine dritte mit 11 Werken und 96 Kanonen. Die ganze Linie war mit bis zu 70.000 Mann besetzt, die von der englischen Flotte ausreichend versorgt wurde.
Der neue französische Oberbefehlshaber Marschall Masséna hatte die Briten und ihre Alliierten im Jahr zuvor nach Lissabon verfolgt, bis er an die Linien von Torres Vedras stieß, wo er mit seinem Vormarsch im Verteidigungssystem Wellingtons stecken blieb. Er entschied sich dagegen, diese ausgedehnten, doppelten Linien von untereinander verbundenen Befestigungen zu stürmen. Nach einem Hungerwinter außerhalb Lissabons zogen sich die Franzosen an die spanische Grenze zurück, gefolgt von der britisch-portugiesischen Armee. Zwischen 26. April und 9. Juli erfolgte die erste Belagerung von Ciudad Rodrigo, deren Einnahme das französische VI. Korps unter Marschall Ney erzwang.
Im spanischen Kernland flammte unterdessen, durch Gesetze der Cortes von Cádiz ermutigt, die weitgehend unterdrückte Guerillabewegung wieder auf. Teilweise nahmen lokale Juntas oder einzelne Milizführer regional die Funktionen von Herrschern oder Regierungen wahr, trieben Steuern ein, installierten Verwaltungsstrukturen und bekämpften sich auch gegenseitig.
Anfang 1810 ernannte die Junta Suprema Central General Venegas zum Gouverneur von Cádiz, gerade als die Franzosen mit der Belagerung der Festung begannen. Durch die überlegene britische Flotte geschützt war auch die Kommunikation zu allen Häfen Spaniens und des Auslands gewährleistet. Vom 6. Februar 1810 bis zum 25. August 1812 erfolgte die Belagerung von Cádiz durch die Franzosen, erst unter dem Kommando von Soult, dann unter Victor und Sébastiani, doch konnten sie nur einige Forts einnehmen. Im Februar 1810 hatte sich das geschlagene spanische Korps des Herzogs von Alburquerque mit 8000 Mann dorthin abgesetzt und wurde dabei durch die französische Armee unter Victor verfolgt. In Cádiz landete zusätzlich eine britische Division unter General Graham, um die Juntaregierung zu schützen.
Mit einem Dekret vom 29. Januar 1810 löste sich die Junta Suprema Central auf und übertrug ihre legislative Macht auf die Cortes, der auf der befestigten Isla de León (Löweninsel) bei Cádiz tagte. Die Cortes wurden von der Suprema Junta gubernativa de España e Indias mit Datum vom 1. Januar 1810 für den 1. März 1810 einberufen. Unmut erregte besonders Napoleons Dekret vom 8. Februar, das die Provinzen Katalonien, Aragonien, Biscaja und Navarra zu französischen Gouvernements umwandelte, um die Einverleibung in Frankreich vorzubereiten. Am 24. September wurde auf der Isla de León die Cortes eröffnet, welche Beratungen zu einer neuen Verfassung aufnahm. Dieses als Cortes generales y extraordinarias bezeichnete Parlament schuf zwischen September 1810 und März 1812 eine Verfassung, die am 19. März 1812 verkündet wurde.
Wellington gelang es derweil am portugiesischen Kriegsschauplatz, die Serra do Buçaco, mit 25.000 Mann britischer und der gleichen Anzahl portugiesischer Truppen, zu besetzen. Er wurde dann fünfmalig von 65.000 Mann unter Marschall Masséna angegriffen. In der Schlacht bei Buçaco (Bussaco) am 27. September 1810 konnten die britisch-portugiesischen Truppen einen großen Abwehrsieg verbuchen. Anschließend zogen sie sich auf die Linien von Torres Vedras zurück. Die französischen Angriffe wurden durch die Korps von Marschall Ney und General Reynier ausgeführt, aber trotz harter Kämpfe gelang es ihnen nicht, die alliierten Truppen zu vertreiben, und sie mussten sich unter Verlusten von 4.500 Toten oder Verwundeten zurückziehen. Portugal war jetzt von der französischen Besatzung mit Ausnahme der Grenzfestung Almeida befreit. Während des Rückzuges fand die Schlacht von Sobral de Monte Agraço (13.–14. Oktober 1810) statt.
In Katalonien wurde Marschall Augereau am 24. April 1810 durch MacDonald abgelöst. Die Truppen unter Suchet konnten die Belagerung von Lérida am 13. Mai und jene von Mequinenza am 5. Juni erfolgreich abschließen. Die neapolitanische Division Pignatelli marschierte am 17. Juli von Gerona ab und brachte einen starken Konvoi zur Versorgung der Besatzungstruppen in Barcelona. Weitere 16.000 Mann marschierten nach Süden, um Suchets Operationen gegen Tortosa zu unterstützen. Der spanische Befehlshaber in Katalonien, General O’Donnell, versuchte darauf die französischen Angriffe auf Tarragona und Tortosa zu unterbinden. Eine spanische Division, verstärkt durch ein angelandetes anglo-spanisches Detachement unter General Fane, wurde überraschend durch die französische Division Rouyer angegriffen. Am 14. September wurden bei La Bisbal die deutsch-französische Brigade unter Schwarz vollständig geschlagen und danach die Gefangenen nach Colonja abgeführt.

## Das Kriegsjahr 1811

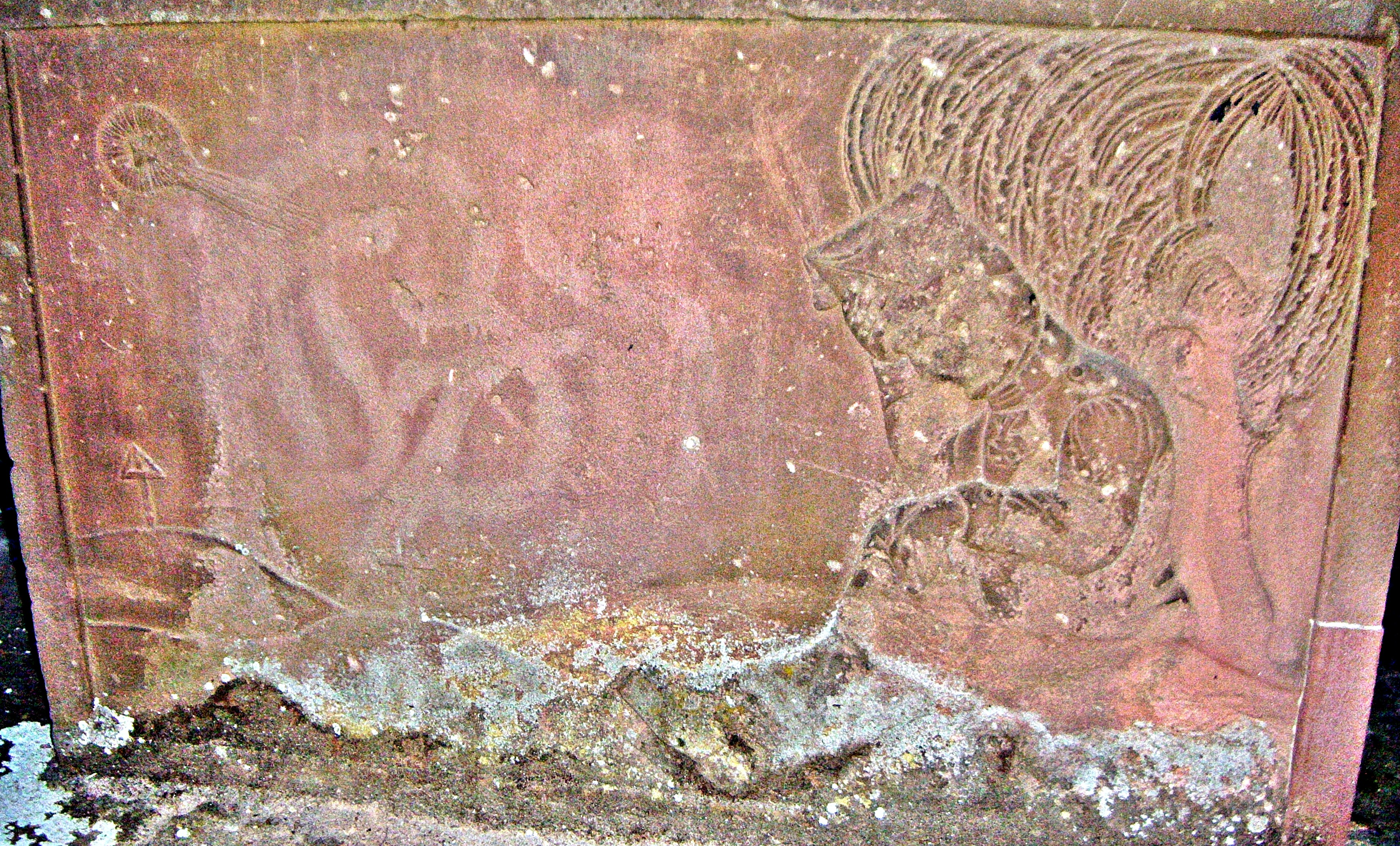
Trauernder napoleonischer Soldat aus dem Spanienfeldzug, unter Stern und Palme, vor Gräbern sitzend, Detail vom Napoleonstein, Alter Friedhof, Worms-Pfeddersheim

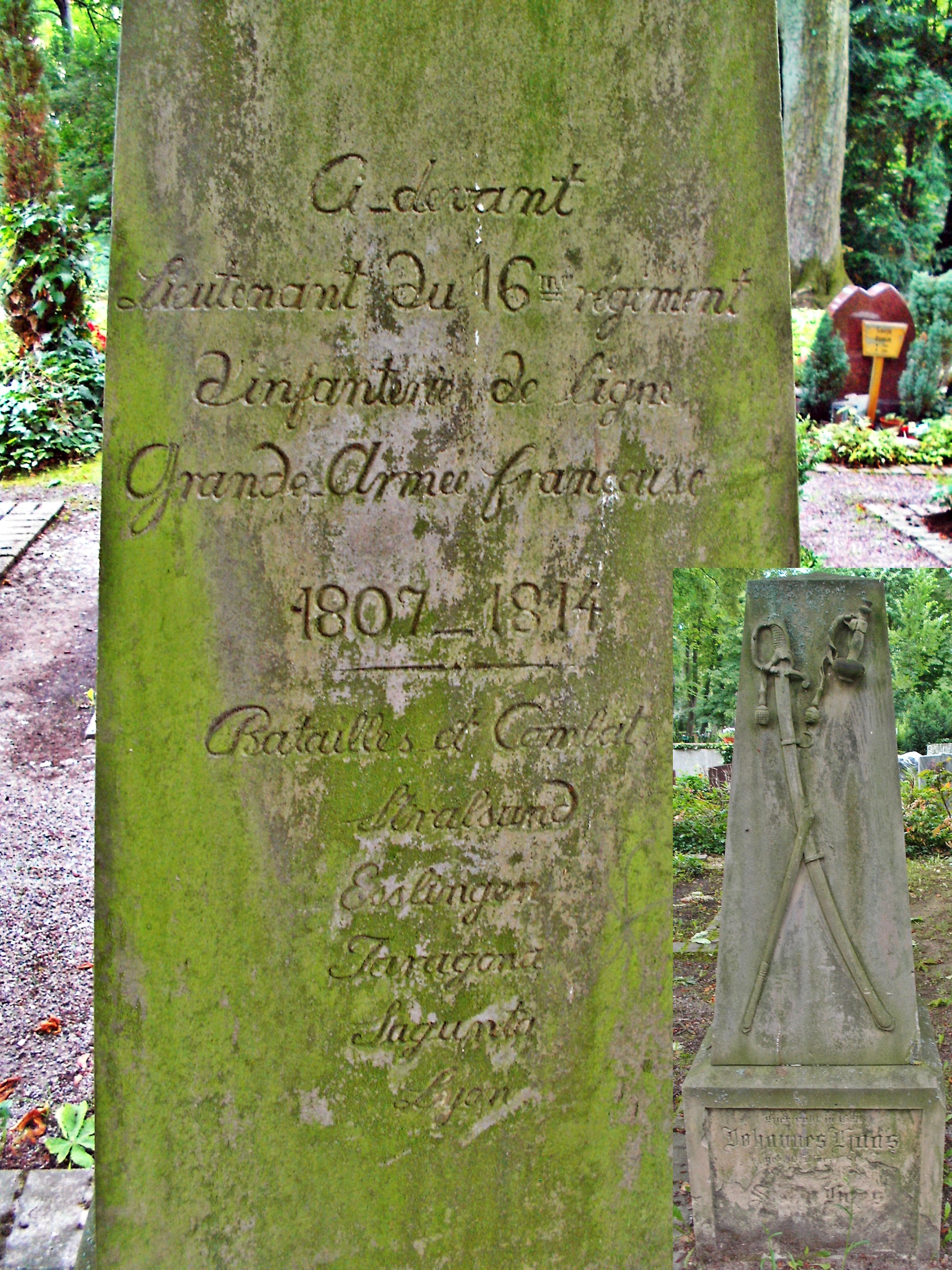
Hauptfriedhof Frankenthal (Pfalz), Grabstein von Johannes Haas, Leutnant im 16. französischen Linien-Infanterie-Regiment, mit Hinweis auf die Teilnahme an der Belagerung von Tarragona (1811) und am Gefecht bei Sagunto

Im Januar 1811 dünnte Marschall Soult seine Belagerungstruppen vor Cádiz aus, um eine Feldarmee zusammenzustellen, die zur Belagerung nach Badajoz abging. Als Reaktion versuchten die britischen und spanischen Truppen, die französischen Linien vor Cádiz aufzubrechen, indem sie ein Truppenkontingent hinter den französischen Linien bei Algeciras landeten, ein Unterfangen, das am 5. März zur Schlacht von Barrosa (Chiclana) führte. Am 19. Februar wurde in der Schlacht am Gévora, nahe Badajoz, die spanische Extremadura-Armee unter General Mendizabal zerschlagen. Die französische Niederlage bei Chiclana wurde von den Verbündeten nicht ausgenutzt.
Soult konnte derweil die Belagerung von Badajoz fortsetzen; obwohl die Garnison der Stadt jetzt wegen des Zulaufs an Soldaten von Mendizabals vernichteter Armee ungefähr 8000 Mann stark war, fiel sie am 11. März schließlich in die Hände der Franzosen. Wellington sandte daraufhin ein großes anglo-portugiesisches Korps unter dem Kommando von General William Beresford, um die wichtige Festungsstadt wieder einzunehmen, sodass am 20. April die zweite Belagerung von Badajoz begann.
In Portugal erkannte derweil Masséna nach der französischen Niederlage in der Schlacht von Sabugal am 3. April die Unhaltbarkeit seiner Stellungen an und zog sich zur spanischen Grenzfestung Ciudad Rodrigo zurück, welche die Straße nach Salamanca bewachte. Er ließ eine kleine Truppe in der portugiesischen Festung Almeida zurück. Südlich des Tejo blieb die portugiesische Festung Elvas und die spanische Festung Badajoz an der Hauptstraße von Portugal nach Madrid unter französischer Kontrolle. Nachdem Masséna Ciudad Rodrigo erreicht hatte, wurde er durch Napoleon nach Paris zurückgerufen und durch Marschall Marmont ersetzt.
Wellington begann mit der Wiedereroberung der befestigten Grenzstädte Almeida und Badajoz. 20.000 Mann unter General Beresford wurden entsandt, um Badajoz zu belagern, während Wellington mit der doppelten Anzahl nach Almeida marschierte.
Am 22. April übernahm General Beresford die Führung der Belagerung von Badajoz. Am 12. Mai wurde der Anmarsch eines französischen Entsatzheeres unter Marschall Soult mit 26.000 Mann und 4000 Reitern vom Süden her gemeldet. Beresford brach die Belagerung sofort ab und setzte sich nach Südosten in Richtung auf die kleine Stadt Albuera ab, wo er eine defensive Position einnahm. Nach der Vereinigung mit den spanischen Korps unter den Generalen Blake und Castanos war eine Armee von 36.000 Mann (davon etwa 7000 Briten) verfügbar. In der Schlacht von Albuera am 16. Mai kam es zu einem unentschiedenen Treffen zwischen Beresford und Soults Truppen. Besonders die spanische Division unter Zayas bewährte sich dabei gegen einen überraschenden Flankenstoß der Franzosen. In der Nacht vom 17. auf den 18. Mai musste Soult auf Sevilla zurückgehen, Wellington nahm die Belagerung von Badajoz wieder auf. Der neuernannte französische Oberbefehlshaber Marmont marschierte, um die französische Garnison von Almeida zu entsetzen. Die britisch-portugiesisch-spanische Koalition bestand in der folgenden Schlacht bei Fuentes de Oñoro am 3. Mai aus 34.000 Infanteristen und 1.850 Reitern und errang einen weiteren Sieg. Am 8. Mai zogen sich die Franzosen wieder zurück, Wellington konnte auch die Belagerung von Almeida fortsetzen.
Der neuernannte französische Befehlshaber in Katalonien, General Suchet, erhielt von König Joseph Anfang Mai den Befehl, Tarragona zu belagern. Die Festung, welche von spanischen Truppen unter General Contreras gehalten wurde, ergab sich am 28. Juni nach harten Kämpfen. Nach der Übergabe folgten Massaker an der Zivilbevölkerung.
Der zum Marschall ernannte Suchet machte nach der Einnahme von Tarragona Anstalten, die Küstenprovinz Valencia zu säubern. Am 27. Juli erreichte er mit 25.000 Mann Sagunt und begann am 18. Oktober die Beschießung der kleinen Festung Sagunt, wo 3.000 Mann verteidigten. Etwa 30.000 Spanier unter General Blake rückten in der Schlacht bei Murviedro zum Entsatz heran, wurden aber trotz starker Unterstützung von See her durch ihre Flotte am 25. Oktober bei Puçol zurückgeworfen und verloren 5000 Gefangene. Suchet verfolgte die Spanier darauf nach Valencia, wohin sich Blake mit seinen Truppen warf.
Im September 1811 löste die Division Godinot die Guerillaarmee unter Francisco Ballesteros im südlichen Andalusien auf. Im Dezember erlitt Soults Division Leval schwere Verluste beim Angriff auf Tarifa.
Nachdem Portugal gesichert war, verließ Wellington das Land, um den Kampf gegen Napoleons Truppen im Inneren Spaniens fortzuführen, Lord Beresford blieb nach den Sommeroperationen als oberster Militär in Portugal zurück. Bis 1812 kam es im spanisch-portugiesischen Grenzland immer wieder zu gegenseitigen Angriffen französischer und britisch-portugiesischer Truppen, die aber kaum etwas an der festgefahrenen Lage änderten.

## Die Kämpfe von 1812

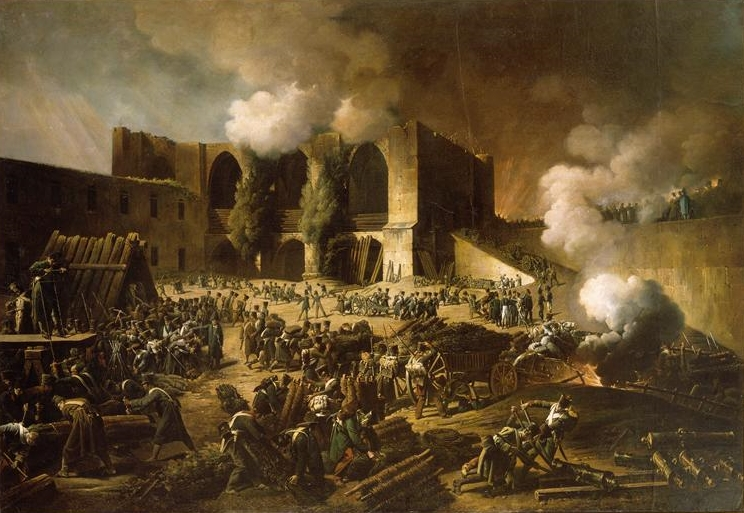
Belagerung von Burgos durch britisch-portugiesische Streitkräfte unter Führung des Herzogs von Wellington, 1812, Gemälde von François-Joseph Heim

Marschall Auguste Marmont hatte auf Befehl Napoleons bereits zu Jahresende 10.000 Mann an den Befehlshaber in Katalonien, Marschall Suchet abgegeben, um die mit der Eroberung von Valencia beauftragten Truppen zu verstärken. Zwischen 1. und 9. Januar erzwangen die Franzosen die Übergabe der Stadt, der Rest der spanischen Armee, etwa 20.000 Mann unter General Blake, kam in Gefangenschaft.
Als Wellesley die Nachricht erhielt, dass Marmonts Truppen im Westen dadurch schwächer geworden waren, marschierte er nach Ciudad Rodrigo und nahm sie nach kurzer Belagerung am 19. Januar ein, wofür er durch den Prinzregenten Georg zum Earl of Wellington erhoben wurde. Bei der Belagerung und dem Sturm auf diese Festung waren die britischen Divisionsgenerale Craufurd und MacKinnon tödlich verwundet worden. Die Eroberung von Ciudad Rodrigo eröffnete den nördlichen Korridor für die Invasion Spaniens von Portugal aus. Sie erlaubte Wellesley außerdem, nach Badajoz zu marschieren und diese Festung zu erobern, was ein viel verlustreicheres Ereignis werden sollte.
Ab 16. März 1812 wurde Badajoz zum dritten Male belagert und am 6. April gestürmt, Wellingtons Truppen hatten dabei 3.340 Mann verloren.
Während sich danach ein britisches Korps unter General Hill zwischen den französischen Armeen Marmont und Soult gegen den Tajo vorschob, wandte sich Wellingtons Hauptmacht nach León. Die Armee unter Marmont wich vor ihm zurück an den Duero, zog die Division Bonet an sich und rückte erneut gegen die Engländer vor. Am 21. Juli erwartete Marmont den Gegner am Tormes und in Stellungen auf den Arapilen. Am 22. Juli schlug Wellington die Franzosen in der Schlacht von Salamanca, am 23. Juli traf bei García Hernández leichte Kavallerie unter Generalmajor Anson auf eine Dragonerbrigade der deutschen Legion, die französische Nachhut wurde von Foy befehligt, der nach der Niederlage von Salamanca anstelle des verwundeten Marmont den Oberbefehl übernommen hatte. Am 12. August wurde im Gefecht bei Majadahonda die britisch-portugiesische Vorhut von Wellingtons Armee durch eine französische Kavalleriedivision zerschlagen, trotzdem konnte Lord Wellington am 12. August Madrid besetzen, wurde aber kurz darauf wieder aus der Stadt vertrieben. Wellington gab am 21. Oktober 1812 die geplante Belagerung von Burgos auf und zog sich nach Südwesten in die Richtung auf Torquemada zurück, seine 35.000 Mann starke Armee wurde von den Franzosen unter General Souham verfolgt.
Nach der Vernichtung der Grande Armée in Russland und dem Beginn der Kämpfe in Deutschland im Frühjahr 1813 erhielten die französischen Truppen in Spanien keine Verstärkung mehr.

## Das letzte Kriegsjahr 1813

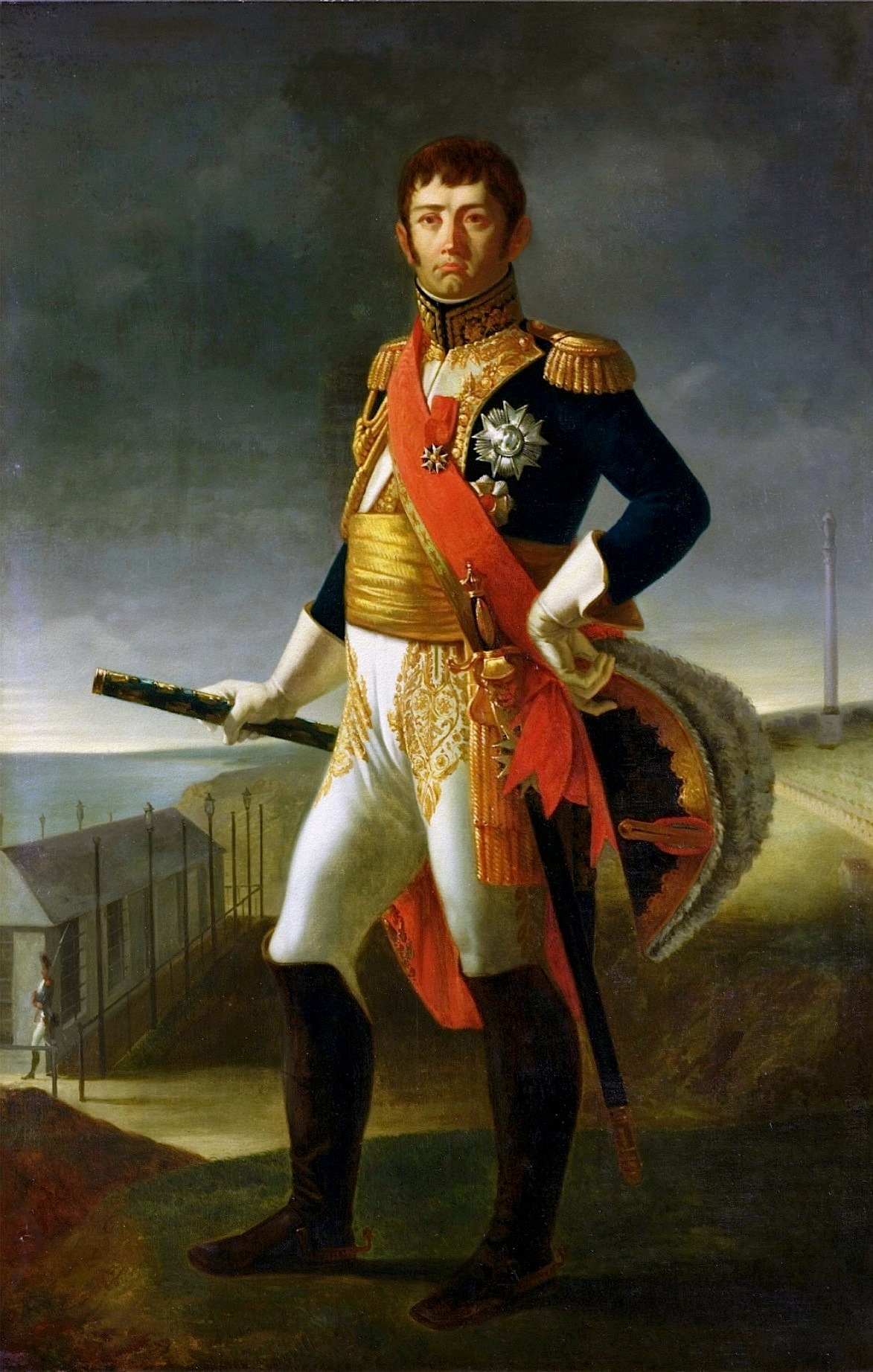
Nicolas Jean-de-Dieu Soult

Wellington verbrachte den Winter damit, seine Armee zu reorganisieren und zu trainieren. Im Gegensatz dazu zog Napoleon viele Soldaten aus Spanien ab, da er seine zerstörte Armee reorganisieren musste, die durch den katastrophalen Russlandfeldzug dezimiert worden war. Bereits am 13. April 1813 konnten 17.000 Briten und Spanier unter General Murray ein Korps Suchets mit 15.000 Mann bei Castalla zurückwerfen.
Im Mai 1813 begann Wellington die abschließende Offensive zwischen dem Duero und Tajo, in der er zunächst die nördlichen Provinzen Spaniens eroberte und sein Hauptquartier von Lissabon nach Santander verlegte. Wellingtons Truppen marschierten aus Nordportugal über das Gebirge im Norden Spaniens, um den Truppen (58.000 Mann) von Marschall Jourdan, dem Generalstabschef von König Joseph Bonaparte, in die Flanke zu fallen. Um zu verhindern, dass Wellingtons Streitmacht ihnen den Weg nach Frankreich versperren könnte, zogen sich die Franzosen nach Burgos zurück. Schließlich griff Wellington die Franzosen unter Joseph Bonaparte am 21. Juni in der entscheidenden Schlacht von Vitoria mit drei Kolonnen an. Nach verbissenem Kampf konnte die Division unter General Picton in das Zentrum der Franzosen einbrechen und die Verteidigungslinie aufreißen. Zu spät traf das französische Korps Clausel an. Auf britischer Seite waren 4.500 Tote und Verwundete zu beklagen. Gleichzeitig wurden 152 Kanonen erbeutet. Die Schlacht beendete Napoleons Herrschaft in Spanien. Die britischen Soldaten versäumten es aber, die fliehenden französischen Truppen zu verfolgen, da sie lieber die zurückgelassenen Planwagen mit französischem Raubgut plünderten. Joseph Bonaparte wurde abberufen, Marschall Nicolas Soult erhielt den Oberbefehl. Am 7. Juli begann Wellington die Belagerung von San Sebastián, die französische Garnison stand unter General Rey.
Von Sizilien her landete die britische Flotte unter Konteradmiral Carew am 2. Juni an der spanischen Ostküste bei Tarragona 14.000 Mann und 2.000 Reiter unter General John Murray. In der Bucht von Salou, südlich von Tarragona, vollzog sich die Vereinigung mit 7.000 Spaniern unter General Copons. Am 3. Juni begann die Belagerung Tarragonas. Nachdem der französische Oberbefehlshaber in Katalonien, General Decaen, starke Kräfte unter Mathieu vor Barcelona freimachte und den Landungstruppen entgegenwarf, mussten die Briten die Belagerung am 11. Juni abbrechen und sich wieder einschiffen. Am 27. Juni landeten sie unter dem neuen Oberbefehlshaber Lord Bentinck neuerlich bei Alicante. Suchet gab darauf Mitte Juli die Festung Valencia auf, verstärkte Decaen und schlug Bentinck im September bei Ordel zurück.
Im Zuge der französischen Gegenoffensive in Nordspanien errang Soult zwar noch einige Siege, die aber lediglich hohe Verluste und keinen strategischen Vorteil mehr brachten. Die Franzosen hatten sich wieder auf 77.000 Mann verstärkt und hielten die Verfolger auf breiter Front in der Schlacht in den Pyrenäen am 25. Juli auf. Soult besiegte die britische 4. Division. Die alliierten Verbände konnten im Laufe des Tages weiter zurückgedrängt werden, bis sie sich in der Nacht auf dem Col de Roncevaux verschanzten, verfolgt von weit überlegenen französischen Kräften. Der Angriff des französischen Korps Clausel wurde von der britischen Division Byng abgeschlagen. Am rechten Flügel Soults gelang es den Divisionen Darmagnac, Abbe und Maransin in der Schlacht am Col de Mayas, die Front der britischen 2. Division unter General Stewart zu überrennen. Als Ergebnis der französischen Offensive zog Wellington starke Truppenverbände nördlich von Pamplona zusammen und stoppte die Vorwärtsbewegung von Soult in der Schlacht bei Sorauren am 28. Juli. Zwei weitere Gefechte folgten am nächsten Tag, als die Franzosen nochmals versuchten, sich zwischen die Truppen von Wellington und die Belagerer von San Sebastian zu schieben. Bei Tolosa gelang es der Division Hill, diesen Versuch abzuweisen. Nachdem sein Angriffsschwung gebrochen worden war, zog sich Soult am 1. August auf französisches Gebiet zurück und bereitete sich auf die britische Offensive vor. Der französischen Division Vandermaesen drohte bei Bera beinahe die Einkreisung, es gelang ihr gerade noch rechtzeitig sich abzusetzen.
Am 31. August gelang es Wellington, San Sebastián, die Hauptstadt von Guipuzcoa, zu besetzen. Die britischen Truppen überschritten nach der Schlacht am Bidassoa den Fluss und eroberten am 31. Oktober Pamplona. Am 10. November verloren die Franzosen in der Schlacht am Nivelle weitere 4000 Mann (davon 1200 Gefangene). Zwischen 9. und 13. Dezember erzwang Wellington in der Schlacht am Nive den Flussübergang. Briten und Portugiesen brachen durch die Stellung der Franzosen durch. Soult verlor in 5-tägiger Schlacht fast 10.000 Mann und trat den Rückzug nach Bayonne an. Wellington trieb die Spanien-Armee Napoleons über die Pyrenäen vor sich her und betrat am 7. Oktober 1813 französischen Boden.

## Kriegsausgang und Folgewirkungen

### Kriegsende in Südfrankreich 1814

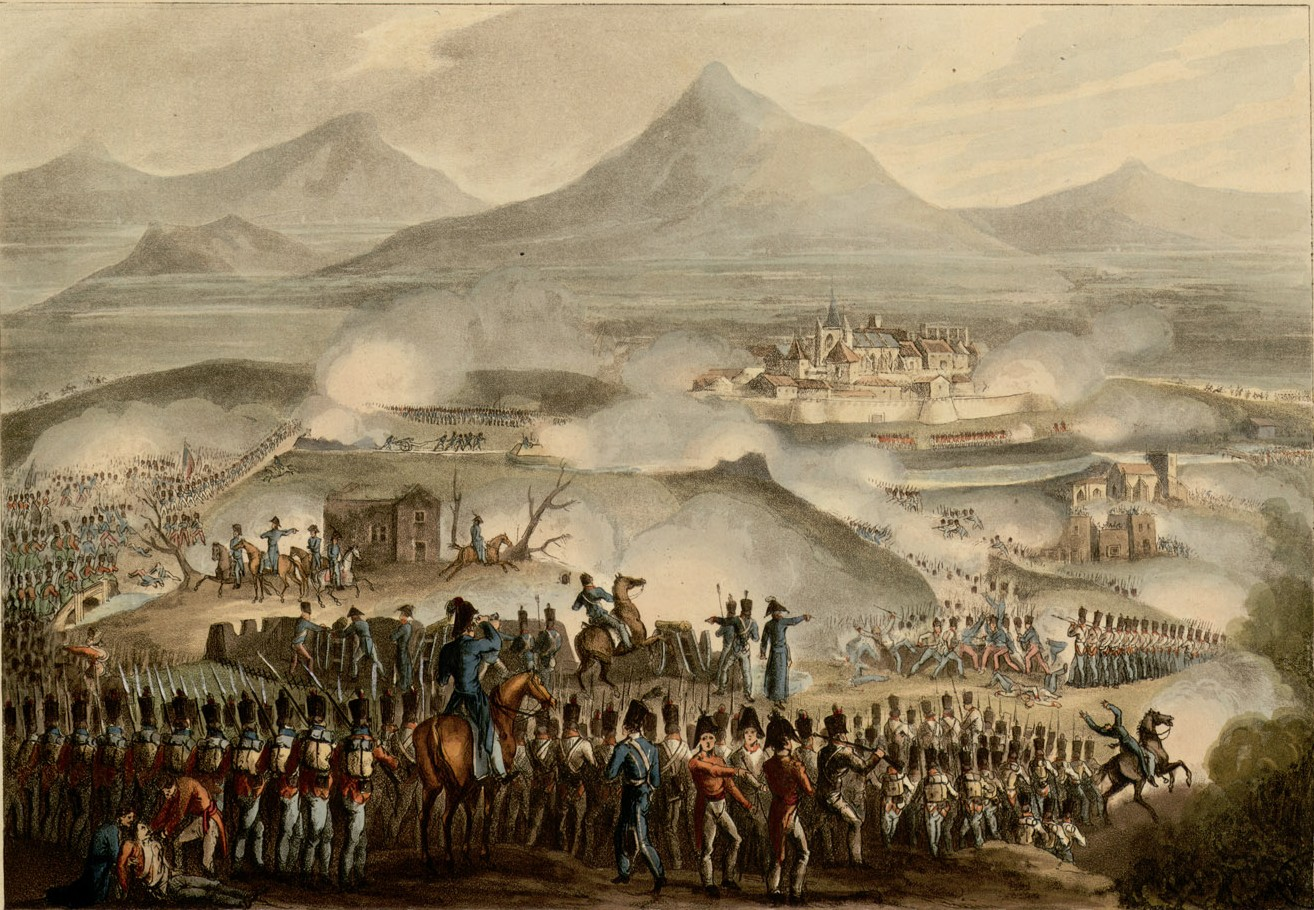
Schlacht von Toulouse

Nach den Gefechten, die 1813 bei Bayonne stattgefunden hatten, zogen sich die Armeen in ihre Winterquartiere zurück und unternahmen nichts bis zum Februar 1814, als sich Wellington entschloss, Soult in seinen Stellungen bei Bayonne zu überrumpeln. Am 14. Februar überquerte die Division unter General Rowland Hill die Nive und zwang die Franzosen, sich nach Norden auf Saint-Palais zurückzuziehen. General Harispe ließ zunächst eine Garnison in Saint-Jean-Pied-de-Port zurück, die jedoch von den Spaniern unter dem Kommando von General Espoz y Mina bedrängt wurde. Da dieser nicht energisch genug vorging, konnten die Franzosen über die Bidassoa entkommen.
Am 27. Februar 1814 schlug Wellington Soults Truppen in der Schlacht bei Orthez und konnte am 12. März im Zusammenwirken mit der britischen Flotte Bordeaux besetzen. Am 15. März gab Augereau im Osten Lyon auf und zog sich auf Vienne zurück. Die Schlacht von Vic-de-Bigorre in den Pyrenäen endete am 19. März 1814 ohne Sieger. Die Franzosen zogen sich mit etwa 42.000 Mann nach Toulouse zurück. Kurz vor der Abdankung Napoleons gelang es ihm noch am 10. April 1814 in der Schlacht bei Toulouse, die Franzosen erneut zum Rückzug zu zwingen und die Stadt zu erobern. In der Nacht vom 11. auf den 12. April räumte Soult die Stadt, Wellington zog triumphal am gleichen Tag dort ein, von den Royalisten wie ein Befreier empfangen. Noch von Napoleon selbst erhielt Ferdinand VII. im Vertrag von Valençay 1813 die spanische Krone, 1814 musste Napoleon kapitulieren. Am 18. April 1814 beendigte der Waffenstillstand den Krieg in Südfrankreich.

### Politische Folgen in Portugal
Für Portugal war das Ergebnis des Krieges ein Desaster. Das Land war stark verschuldet, seine Handelsabhängigkeit von Großbritannien wuchs. Portugal wurde de facto brasilianische Kolonie und britisches Protektorat, die Macht im Lande lag in den Händen des britischen Befehlshabers William Carr Beresford. Der Aufbau der Industrialisierung war gestoppt und das Land durch die Taktik der verbrannten Erde, die sowohl die Franzosen als auch die Briten angewandt hatten, verwüstet. Konstitutionell wurde Portugal von Brasilien aus regiert, im Jahr 1815 erhielt Brasilien einen neuen Status, war nunmehr nicht mehr portugiesische Kolonie, sondern unabhängiges Königreich gleichen Rechts wie Portugal, mit diesem durch Personalunion verbunden. 1820 kam es zur liberalen Revolution, die mit einem Aufstand portugiesischer Offiziere in Porto begann. Die britischen Offiziere wurden aus der portugiesischen Armee entfernt. Die Aufständischen beriefen eine verfassunggebende Versammlung ein, verabschiedeten die erste Verfassung der portugiesischen Geschichte und konnten den König 1821 zur Rückkehr nach Portugal bewegen.

### Auswirkungen für Spanien
Infolge der napoleonischen Kriege in Europa kam es zu Unabhängigkeitskriegen in Südamerika. Die Kolonien wurden nach der französischen Invasion in Spanien von verschiedenen Juntas nach dem Vorbild des Regentschaftsrats von Cádiz regiert. Diese provisorischen Regierungen schworen zunächst zwar dem König die Treue, operierten aber faktisch unabhängig von Spanien. Treibende Kräfte hinter den Unabhängigkeitsbestrebungen waren vor allem die beiden Venezolaner Bolívar und Sucre im Norden Südamerikas sowie der Argentinier San Martín und der Chilene O’Higgins im Süden. Bis 1825 hatten beinahe alle Staaten Südamerikas ihre Unabhängigkeit von Spanien erlangt.
Im Vertrag von Valençay (11. Dezember 1813) hatte Joseph Bonaparte zugunsten von Ferdinand VII. auf die spanische Krone verzichtet. Bei seiner Rückkehr nach Spanien erklärte Ferdinand VII. am 4. Mai 1814 in einem Manifest zu Valencia die gesamte Gesetzgebung seit Mai 1808 als ungültig. Damit wurden auch die in Madrid versammelten Cortes aufgelöst und der bereits angetretene Weg zur Aufklärung in Spanien vorerst abrupt beendet. Die spanische Wirtschaft war durch die Kriege auf einem Tiefpunkt angelangt. Während der Zeit der Abwesenheit des Königs hatten verschiedene Kolonien in Übersee ihre Verbindungen zu Spanien gelockert und sich für unabhängig erklärt. Das führte zu einem Ausfall nahezu der gesamten Einnahmen aus den Kolonien, die früher in den Staatshaushalt geflossen waren.
Das Jahr 1812 hatte Spanien durch die Cortes von Cádiz mit der Verfassung von Cádiz die erste moderne, liberale Verfassung ermöglicht. Die Frage nach einer schriftlichen Verfassung stand bereits ab März 1811 auf der Tagesordnung. Die bedeutendsten dieser Gesetze waren von den Cortes von Cádiz verkündet worden. Darunter ein neues Gesetz über die Grundherrschaft, mit dem am 6. August 1811 die Patrimonialgerichte aufgehoben wurden. Am 22. April 1811 wurde die Folter verboten. Die Abschaffung der Familienfideikommisse sollte bewirken, dass Erbschaften geteilt und Ländereien aus Familienbesitz verkauft werden konnten. Ein anderes Gesetz sah vor, dass Klöster, in denen weniger als zwölf Mönche bzw. Nonnen lebten, aufgelöst werden sollten. Ein sehr umstrittenes Gesetz war das am 5. Februar 1813 beschlossene Gesetz über die Auflösung der Inquisition in Spanien. Die Cortes ordinarias, die mit dem Gesetz vom 23. Mai 1812 einberufen worden waren, traten am 25. September 1813 in Cádiz, dann ab 14. Oktober auf der Isla de León bei Cádiz zusammen, um dann, nach dem Abzug der Franzosen, ab dem 15. Januar 1814 in Madrid zu tagen. Keines der Mitglieder der ersten Cortes von Cádiz war Abgeordneter in dem neu gewählten Parlament, weil das Wahlgesetz eine erneute Mitgliedschaft ausschloss.
Nach Ausbruch von Unruhen sah sich Ferdinand VII. ab März 1820 aber gezwungen, der Forderung nach der Wiederinkraftsetzung der Verfassung von Cádiz nachzugeben. In den folgenden drei Jahren galt wieder die Verfassung von Cádiz. Auf dem Veroneser Kongress von 1822 beauftragten die Mitglieder der Heiligen Allianz Frankreich damit, in Spanien zu intervenieren. Die Französische Invasion in Spanien, die im April 1823 begann, führte zur Wiederherstellung der absolutistischen Herrschaft unter Ferdinand VII. Im Dekret vom 1. Oktober 1823 wurden die Verfassung von Cádiz und alle Anordnungen, Gesetze und Regelungen der Regierung seit dem 7. März 1820 wieder aufgehoben.